# 藍蘭島漂流記角色列表
藍蘭島漂流記登場人物是藤代健的漫畫作品《藍蘭島漂流記》中所出現的部分角色資料。名字翻譯參考自東立出版社的中文版漫畫。當中，亦涉及到原作漫畫、動畫作品、輕小說作品、及廣播劇CD內的人物的說明。
聲優（配音員）欄將以動畫版角色（廣播劇CD版角色）表示。

## 小鈴家
東方院行人
本作的主角，14歲，目前島上唯一的男人。總是穿著黑色短袖裡面搭白色長袖的衣服，不同衣服差別只在於黑色短袖外衣上有沒有一些標誌。
與父親吵架後離家出走，並乘坐客船前往沖繩。途中的第二天，因遇上暴風雨而墮海，隨後被捲進大浪及失去意識。經過5天的漂流後，漂流至藍蘭島，被釣魚中的小鈴釣上來，試圖要離開藍蘭島但是挑戰失敗後決定定居在島上，現暫居於小鈴家。
個性好勝，討厭聽到「絕對不可能」（因為父親的說教），也有比較頑固的一面，並不相信幽靈、妖怪、魔法等科學無法理解的東西，但對外星人、UMA等科學快將能證實的存在卻是深信不疑，在漫畫第125話則說明了他否定妖怪等超自然現象的原因是三年前被住進東方院家的長政施予了催眠術，不過在夢世界騷動後催眠術對行人的影響就消失了，從這時開始行人就開始相信超自然事物。
在原作漫畫中27話時，他開始能夠與島上的動物溝通。
在日本他是出生於劍道世家中，自小受到祖父的嚴厲教育，所以包括劍術還有其他生存技能都相當出眾。劍術方面特別是看穿別人行動能力十分出色，能防禦甚至是領主級的對手的攻擊。
喜歡推理小說，是藍蘭島推理小說「紅夜叉系列」的忠實讀者。
喜歡玩遊戲、腳踏車。在食物方面，雖然討厭吃肉，但卻十分喜愛吃咖哩。因為受到祖父的影響所以有嚴重的懼高症。
除了田徑以外並不擅長其他的球類運動，在與藍蘭島的學校體育課時，只要行人打出的球都會瞄準到非對手的那一方。
在小鈴與雪乃失蹤時見到青鳥，最後在描寫青鳥的圖時行人畫得像是小孩子的塗鴉，所以並不擅長繪畫，美術的成績是1。
受到家庭教育的影響，有「男生要保護女生」的想法。但不擅長與女性相處。由於藍蘭島上並沒有男生，因此女生都不知道羞恥心而大膽行動。而行人每次看到這些香豔鏡頭，其鼻血就會直噴而流（島上的居民都已經知道，大家都稱之為「特技」（特技）、「島上名產」（もはや島の名物）、「鼻血藝術」（鼻血芸）等)。因此行人經常拒絕與小鈴洗澡，使小鈴感到困擾，小鈴和美咲曾請麻知對行人下跟長政一樣的催眠術來解決這個問題，但因為女性裸體對行人的刺激性太強因此失敗。
由於在日本並沒有戀愛的經驗，因此對戀愛十分遲鈍。沒有發現當自己與其他女孩相處時小鈴會嫉妒。在獵物競物完結後，西方領主‧雞排稱行人為「超級遲鈍」（ニブチン）。而阿婆亦稱行人為「無種的」（タマナシ野郎）。
視小鈴為自己的妹妹，因此對小鈴並沒有任何感覺。但第7冊中的「紅夜叉騷動」中，假冒行人接近小鈴時，使行人充滿殺氣。在第10冊中的「第二回搶新郎爭奪戰」（第二回婿殿争奪杯）中，與西方領主‧雞排對戰時，想起了小鈴，使行人重新振作，並戰勝了雞排。說不定心底裡認定小鈴為重要的人、或有特別的感情。
14歲的身高只有151cm，較日本同齡男性平均身高低10cm，但作品中並沒有提及到行人介意著自己的身高，外表堪稱是正太，體型也較同年紀瘦，不過據千影的偷窺，肌肉線條相當不錯。
行人持有的木刀是來自月見亭的「紀念品販賣」（お土産コーナー），劍柄上亦刻有「月見亭」的字樣。在原作漫畫41話中得到。不過他有沒有替換過木刀，暫時不明。經過在「第二回搶新郎爭奪戰」與雞排一戰後，木刀刀身已充滿了傷痕。
在千影的「顛覆人類與動物」魔法騷動中，長出了狗耳朵和狗尾巴。
在連載50回特別企劃的人氣角色排行榜中，獲得第2位。作者亦提出「真的沒想過行人會是第2位」。
在作者另一作品「咖灰偵探社」第50話也有被提起，似乎後來有回到日本一陣子，在這之後跟該作主角都幾川惠美奈表示有喜歡的人後，似乎又回到藍蘭島的樣子。(而且從對話上來看，主角惠美奈和東方院摩智、東方院綾音以及騎西愛歌都喜歡他的樣子)
小鈴
13歲，在現實的日本中，大概是中學二年級生。稍微天然呆，本作女主角但卻是既好管閒事，又坦率的女孩子。在悲鳴聲或突發的嬌聲中，她會無意識地加上、等像貓嗚聲的口頭禪。
有青色的眼睛，並有茶褐色的長髮（漫畫中由於受到各種印刷的影響，所以看起來是白色的）。
平時縛著藍色的大緞帶，並梳著馬尾式髮型，有穿膝上襪，其身材與年齡成反比，使比她年齡大的綾音感到自卑，就連行人也去質疑小鈴的歲數。綾音亦曾說過她仍未到月經的日子（其意思是否指初潮，現在仍不明）。而且她到現在仍未知道如何製造小孩子。曾嘗試過詢問阿婆，不過卻被行人阻止。
故事開始時雙親就已經不在了。父親高虎由於12年前的一件事被沖到島外，而母親鈴蘭亦於3年前失蹤。直至行人漂流到島上前，她是島上唯一一個自己獨自一人生活的人。
亦因為是自己一人生活，她變得十分擅長做家務。同時亦出外幫助島上所有人工作，以賺得每天的糧食。而島上的人亦給予了她良好的評價。由於行人暫居於小鈴家，因而令小鈴感到高興。她亦有強大的精神力以隱藏她寂寞的一面。不過，有時候當感到行人將會離開藍蘭島時，她的神色有少許改變。
擁有島上一流的身體能力（島一番の身体能力）。她的運動神經在藍蘭島上的女孩子中可說是優秀的一位。但她並不喜歡學習，尤其是不擅長的算術。
以前受到千影洗腦式的教學而拒絕上課，後來受到行人的勸說才回來上課，不過因為進度嚴重落後的關係，到現在還是跟千影做一對一的教學。
跟隨南方領主‧小虎學習武術（其母親的實力凌駕領主們之上，但又不傳授她武術，其理由不明）。平常是一位和善的人，但被激怒後就會進入瘋狂狀態，並變成會使用貓拳的女狂戰士（而沉睡於體內的「貓」亦會覺醒）。
非常喜歡吃甜的東西，（尤其是千鶴做的紅豆大福）。喜歡紅豆大福到個瘋狂的程度，只要看到或想到都會失去理智，不顧一切都要去吃掉。但是，她卻討厭吃咖喱等辣的東西。
喜歡洗澡，並認為「洗澡就是要一起洗才好啊」，因此希望經常與行人一起洗澡，使行人感到十分為難。十分害怕幽靈、鬼怪、鬼故。睡相亦很差，曾一整晚睡在水缸並得了感冒，亦曾把行人踢出家外。到12歲前，她還尿床。
以前經常和母親在雨天下棋，因此現在十分擅長將棋、圍棋等棋類遊戲。就連與行人玩由外面帶來的國際象棋，亦輕鬆地戰勝了行人（應用了象棋的技術）。
對島內唯一的男性「行人」，最初並沒有任何感覺。但同居的生活已持續三個月，無意識地對行人抱有愛慕心。由於自己仍是孩子而沒有察覺，而且甜的食物在她的心目中的名次比行人更為優先。但當行人與其他女孩相處時，會不自覺地表現得十分嫉妒（可是小鈴本人卻不知道什麼是嫉妒）。對氣氛良好的行人和玲玲，會不自覺地向著他們投擲鐵鋸（第2冊）。對關係看似十分親密的行人和小忍，會連自己都沒有察覺地萌生出殺氣（第8冊）。但幸好行人說出「小鈴果然還是要笑才可愛啊」（第9冊），使小鈴能抑制殺氣。
稱呼自己為「我」（日語是）。稱呼行人為「行人」（日語是）。被玲玲稱呼為「小鈴」（日語是）。
在千影的「顛覆人類與動物」魔法騷動中，變成了一隻可愛的小貓，在富士山與美咲一戰時受到八代的法術強化而變成老虎的外貌。
在連載50回特別企劃的人氣角色排行榜中，獲得第1位。
豬排
和小鈴同居的小豬。2歲（在TV版中第13話提及），但在漫畫第100集轉為3歲。圓圓的身體，並與頭部連成一體。看起來並沒有腳部（實際上仍有腳部的骨骼，不過是藏在肉裡）。但移動的時候像球一樣跳來跳去。而且身體亦能夠自由伸縮。
不會說話，只會發出「噗」（ぷ）的聲音。能與其它動物一樣了解人類的語言，亦能寫字（並完全背熟九九乘數表）。曾聽到行人要吃肉的時候，害怕得躲在小鈴身後。
能吸入大量空氣而變得巨大，就像是變成了一個充氣安全袋。
十分喜歡行人，外出時經常坐在行人的頭上，並視那裡為指定席。而且當與行人和小鈴一起時，總是做著各式各樣的表演。
愛吃的食物是冷豆腐。在吃紅豆大福的時候，總是把鼻子與耳朵緊緊地粘貼在一起，因此只有在吃紅豆大福的時候十分不順利。十分喜歡象棋放在棋盤上的聲音。害怕地震。擅長尋找菌類，尤其是尋找松茸。
在游泳的時候，總是轉動鼻子，向著天空。
由於沒有手，因此很多時候需要使用耳朵代勞。
在漫畫第101話提到，豬排是在故事時間的2年前時一場幽靈的騷動後出現的小動物，是已經失蹤的小鈴母親：鈴蘭用法術化為生靈來探望女兒小鈴時，豬排鑽進鈴蘭的袖口裡，於是鈴蘭就請豬排代為照顧害怕寂寞的女兒後就消失了。
在千影的「顛覆人類與動物」魔法騷動中，變成了現實中的一隻小豬，發聲略有改變（ぷきー）。
在連載50回特別企劃的人氣角色排行榜中，獲得第12位。

## 巫女一族
綾音
在現實的日本中，大概是高中二年級生。角色設定為小鈴的競爭對手。是海龍神社的巫女，麻知的妹妹。經常穿著青色的巫女衣服。是一位魯莽、活潑的少女，但喜歡策劃不同的陰謀。看似輸不得的個性，其實內在純情。偶然一次小玲向綾音說明行人的狀況，便策劃一連串的計畫，目的不是為了要幫小鈴而是要接近行人。但當行人意外的和綾音接吻後，又害羞的倉皇逃逸。
有黑色的眼睛、黑色的長髮。在頭髮都束上了白色的絲帶。看起來是一位相當沉實的美少女。而行人亦說過「倘若妳不說話的話，綾音也是個美少女」（黙っていればかなりの美少女）而他擁有小孩子的體型，A罩杯。身體停止成長已經有兩年了（尤其是胸部）。與體型相似的雪乃，正在競爭中。十分羨慕之前身材仍不相伯仲，現在卻一口氣成長，並擁有豐滿身材的小鈴。。
樣子與姐姐麻知十分相似，但由於與姐姐的髮飾不同，因此讀者能容易辨認二人之間的分別。但綾音亦曾經裝成麻知，漂亮地欺騙了小鈴。與姐姐麻知的不同點，是姐姐麻知較神出鬼沒。而且，兩人所穿的衣服的顏色也不相同。另外，兩者的身高和胸部大小亦有很明顯的分別。
因為姊姊麻知非常貪吃的關係，亦非常喜歡吃辣的東西（因麻知不會吃辣食），尤其是辣蓮藕、芥末海苔捲。有時刻為了欺負小鈴，會特地製作超辣口味的紅豆大福，也喜歡去整小鈴。
因為自小就被姊姊麻知惡作劇及他偷懶不做家事的關係，而非常討厭麻知，也非常討厭失敗，為了取得勝利而可以不擇手段。不過大部分都是以失敗收場。基本上綾音在出場的時候都會被捲進糾紛之中。
每次惡作劇後，都會受到小鈴、麻知等人的反擊，因此身體變得十分強壯，即使受到姐姐麻知的詛咒亦能迅速地回復過來（即使是誤吃了劇毒東西或從高處墜下也不會有事）。因此，當島上的人看到她受傷都會說「沒關係，因為她是綾音！」（大丈夫、だってあやねだもん），並不擔心她，但唯獨不知此事的行人和梅梅都會為其擔心，且因自小經常受到麻知的詛咒實驗關係，因此對於麻知的式神「村正」的詛咒幾乎是完全免疫的。。
在6歲的時候，被河童攻擊，使心靈受到創傷，並在之後十分害怕河童。可是當得知那河童是由姐姐打扮後，就對河童毫不在乎。
由於姐姐麻知經常偷懶，因此就負責了神社大部分工作。不過綾音亦有偷懶的時候，但就比麻知較為勤奮也因為這原因，每次在麻知下廚後，都會留下爛攤子給綾音收拾。十分能幹，不論是家務、讀書、寫字、打算盤都能輕鬆應付，雖然樣樣通但是沒有專精的技能。雖然擅長家務，但巫女的能力卻弱得可憐，就連念咒亦十分困難。完成了契約的式神亦只有轉轉大白。
姊妹倆似乎都遺傳到母親千鶴奇怪的審美觀，對梅梅製作的可怕人偶裝反而會覺得很可愛。
身體的能力絕對不差，每次與小鈴發生爭執時，都會打得難分難解，只是到最後都是以混亂收場。
在千影的「顛覆人類與動物」魔法騷動中，由於回避不及，手、腳、耳朵都變成了兔子手、兔子腳、兔子耳。
有時候，她會說出等現代的用語，但中文版無法顯示。
稱呼自己為「我」（日語是）。稱呼行人為「行人公子」（日語是）。除了玲玲以「綾音」（日語是）和梅梅以「綾音姐姐」（日語是）來稱呼她外，其他人都是稱呼她「綾音」（日語是）的。
在連載50回特別企劃的人氣角色排行榜中，獲得第3位。
麻知
在現實的日本中，大概是大學一年級生或是專校一年級生。是海龍神社的巫女，綾音的姐姐。穿著紅色的巫女衣服。身高比妹妹綾音矮，樣子仍像一個兒童一樣。而行人最初認為她是綾音的妹妹，但後來才她是綾音的姐姐，並對此大吃一驚。（在TV中，則是就小鈴口中得知）。
與綾音一樣，有黑色的眼睛、黑色的長髮。頭髮左右兩邊都束起來，使她看起來更有巫女的感覺。後面的頭髮，亦是秀麗地向下垂。D罩杯。
由於她的身高並不高，因此她看起來比較像一個小童，而行人亦撫摸了她的頭幾次。有時候亦願意主動照顧行人。在行人與北方領主‧大牙戰鬥後，她就去照顧疲累不堪的行人時候，並顯示了其母性的包容力。容許行人與其他女性有較親密的相處，更認為「一點小小的出軌還在容許的範圍內」。但當知道小忍曾與行人接吻（用口餵藥）後，立刻撲向小忍，並希望「最少都要間接接吻」。
喜歡吃仙貝，幾乎總是帶著仙貝在身上，如果自己的食物被吃掉就會發怒。
很喜歡向其它人惡作劇。（尤其極之喜愛欺負綾音）尤其是行人被嚇至驚恐時的樣子。亦很喜歡看到小鈴的笑容。不過她最喜歡看到的是綾音即將得到勝利而一口氣墮到谷底時，露出悔恨的哭泣的樣子。但是與綾音最大分別的，是當麻知受到打擊時會哭。
由於藍蘭島仍殘留著13～14歲就要結婚的江戶時代的習俗，因此身邊的人都以「未嫁的成年人」來看待麻知，而麻知本人亦對此非常介意。因此在麻知面前，「嫁不出」、「年長」等等訶語都是禁忌。此外當她憤怒的時候，可怕的任誰也不敢違逆她的意思。
能自如地使用自製的吹箭，而技術更是超一流。同時，亦自製了能連射7枝吹箭的連射式發射器，而麻知的吹箭亦是跟小尊訂製的。
不擅長去應付身體對藥物有抗性的千影流忍者一族（宮內‧小忍‧小尊），這是由於吹箭上的麻醉藥對她們無效，而且使用合氣術亦與她們使用的忍術鬥得難分難解。也沒辦法在曾祖母八代面前抬起頭，曾因他造成的夢世界騷動而被化身成水怪的八代懲罰。
洗頭髮的時候，似乎經常使用洗頭液帽子。能睜著眼睛睡覺，而且她本人在（睜著眼睛）睡覺時，亦能窺視外面發生什麼事情。
雖然不喜歡打掃，但是擁有收集各類掃帚的嗜好，是個超迷掃帚的宅女，並說「掃帚怎可以用來打掃」。在眾多收集品中，她能使用怪掃「百叉之大蛇丸」來使出必殺技。但該必殺技對擁有較厚的皮膚的遠野並沒有任何效果。另外她亦與妖掃「村正」訂立了契約，使其成為式神。
擁有高強的巫女能力，擅長念咒及喚靈。雖然年紀輕輕，但已繼承了「妖怪祭師」（妖怪改役）一職。當發生有關妖怪或幽靈的騷動時，她的能力就被大家依靠。有時候更會開發奇怪的咒術及草藥，並強迫綾音成為實驗品。特別喜愛使用自製的稻草人偶，並利用它來攻擊綾音。
她是「對喜歡的事才會發揮才能及努力」（好きな事のみに才能と努力を発揮する）的類型，是她經常偷懶不做家務的原因。但是她亦「過於相信自己的能力，從而有養尊處優的態度」（才能を過信し、それに胡坐をかく）。所以當她役使由眾多式神合體而成的合體村正時，因靈力不足而招致危機。其後她每天努力修行。不過她卻不希望被別人看到，並悄悄地修行。
她亦是一位貪吃鬼。當她肚子餓的時候，手上拿著什麼都會吃。不論是生魚還是祭祀的供品。十分討厭下雨天，因為仙貝會因潮濕而變軟。除了辣的東西外，任何東西都會吃，因此每次她只會留下辣的東西給綾音吃，並使其成為綾音愛吃的東西。另一方面，她的貪吃性格亦曾為她帶來麻煩，當梅梅與遠野偷吃村裡的食物的時候，她就是因為貪吃而曾經一度被眾人當作犯人。
對體術亦十分擅長（使用龍神流合氣術），而身體的動作也是十分迅速。不論面對怎樣的攻擊，身體也會作出相應的策略去應對（所以，對曾給予她一擊的行人感到十分有興趣）。但是周遭的對手卻十分弱（在獵物競賽中能以1敵8）。
最初與遠野是敵對關係，但經過幾次交手後，雙方都萌生出友情。對「無論是什麼樣的妖怪，一起談話聊天，也是可以成為朋友的」此家訓，也是十分重視。另外她其實亦擁有十分驚人的怪力。
在家務方面可說是完全不在行。雖然做出來的飯菜十分好吃，但外觀卻是令人難以接受。同時亦使廚房變得亂七八槽，打掃與洗衣服也完全不行。但是，她在第一天向玲玲學習廚藝時，被誤認要學木工，而做了一個不錯的便當盒，由此可見她有成為木匠的天份。
當拿起刀的時候，會很自然笑出來，使人十分在意。亦懂得腹語術。經常神出鬼沒，從令人意想不到的地方突然出現（地板下、井口裡等地方）。
姊妹倆似乎都遺傳到母親千鶴奇怪的審美觀，對梅梅製作的可怕人偶裝反而會覺得很可愛。
麻知受到曾祖母八代的影響，對式神與妖怪都是抱持著友好的態度，連幽靈都很親近。
幻十丸是麻知少數的天敵，因為對他的惡作劇反感但又拿他沒轍，而曾經與他親近的妖怪光源氏因為審美觀的關係而惹腦麻知。
在千影的「顛覆人類與動物」魔法騷動中，變成了鼯鼠。
稱呼自己為「我」（日語是）。稱呼行人為「行人公子」（日語是）。其它人都會稱麻知為「麻知姊」（日語是），而行人則稱呼她為「麻知」（日語是）。
在連載50回特別企劃的人氣角色排行榜中，獲得第5位。
千鶴
有黑色的長髮（小時候是短髮的）。身穿青色的巫女服。為人善良，不過有時候都頗壞心眼的。
當麻知或綾音在修行或工作時偷懶，她都會對她們進行「魔鬼般的懲罰」。但實際上只是輕輕地彈腦袋。且她會因為有罪惡感而出現貧血，似乎是造成女兒散漫的主要原因。
她特製的紅豆大福，是小鈴的最愛吃的東西。
因為外表年輕的關係，而在與行人最初會面的時候，行人誤以為她就是綾音的姐姐。
有一次，她睡覺後就沒有醒來。而且她若是醒迷糊就會變成像夢遊病人一樣，並對之前發生的事沒有任何印象（而且，睡迷糊時的千鶴，好像比麻知更危險）。
她亦是島內唯一知道「河童的眾居地」的地方，而且她與住在那裡的河童十分要好。
小時候只顧著玩耍，偷懶不做修行。因此，她對於式神方面並沒有足夠的知識。但這種單純是學習不足的理由，卻被她的女兒們認為是年齡的問題。但是，她本人並沒有承認自己學習不足，並已「忘記了」的理由作解釋。從某種意義上是自作自受。
跟女兒比起來，審美觀非常奇怪。在外人看起來是十分可怕的畫，在她本人眼中卻是十分可愛。就連作為作品中模特兒的河童竽錢都說「看到都會昏到」。同時她自己的自畫像亦被綾音以為是妖怪。
在千影的「顛覆人類與動物」魔法騷動中，變成了為白狐。
八代
率領十二個式神的上級巫女。實際年齡是64歲。除了銀髮外，外表與麻知十分相似。但是她卻擁有銀髮。而其原因並非是老化造成的，而是作為上級巫女的證明。
30年前，正是她為拾得妖掃「村正」的阿律舉行封印儀式。
27年前就到龍神島擔任祭祀海龍王的工作。而玫瑰亦說她是第三個「人類」（人間としては）擔任此工作。
與式神的關係就像朋友一樣，並因此影響到麻知崇拜她，及學習式神召喚術。
曾說過身穿的紅色的巫女衣服是作為一流的驅魔巫女的證明。因此經常偷懶不做修行的千鶴、尚未成熟的綾音都是身穿青色的巫女衣服。（但是少時候已被稱為天才的麻知已身穿紅色的巫女衣服。）
擁有十分強大的靈力。在一族歷代中，她是率領著的實力非凡的式神，這些來源自十二支，及被稱為「十二神」。12年前，在村子即將被大海浪吞沒時，與十二神一起保護村子，並化解危機。但她本人卻說「那時候保護村子的人不只有我、我保護不了大家最重要的人」（あの時島を護ったのは自分だけではないし、皆の大切な人を護れなかった）。的確，在回想片段中，不單是八代，從身影能確定千鶴、玫瑰、大牙、小虎亦在場（回想シーンではちづる、バラ、大牙、しまとらの姿が確認できる）。
在麻知進入夢世界的騷動時，似乎在夢世界裡面擔任管理者，樣子是個有手腳的鯨魚並自稱是水怪，在事件結束之後亦懲罰亂用法術的麻知，讓他在一段時間無法使用式神且無法輕易入眠，而在夢世界裡面似乎跟已經失蹤的鈴蘭有所聯繫的樣子。
桔梗
僅在漫畫第133話中從長政提到，是千鶴的母親，亦是麻知與綾音的祖母，故事提到綾音的長相長得很像桔梗。
於漫畫第143話正式登場，外表跟綾音很像只是較為成熟，身高也比綾音高很多。被紅夜叉寫假信叫回村莊，讓她能搶走紀錄古今東西的靈符咒印的密船之書，藉此登陸海龍島向八代詢問「海龍大人之眼」的相關訊息。
紋次郎（配音員：渡邊明乃）
鴕鳥。當然是不能飛的。但是跑步的速度十分快，綾音就經常騎著牠，並以牠代步。與海龍神社的巫女一家一起居住生活。
被5歲時的綾音拾到仍是蛋的牠，然後由綾音培育牠。性格像愛撒嬌而又任性的孩子。
當綾音呼喚牠的時候，牠會立即趕到。牠很喜歡與綾音一起玩踢球。但有時候綾音因忙於打掃，而無法陪牠玩耍，牠就會去咬掃帚。因此牠就是這樣曾經咬壞了麻知一直都在找尋的妖掃村正。
因行人來到藍蘭島後，綾音亦追求行人而時常忽略紋次郎，使紋次郎有時會鬧脾氣。
最喜歡吃栗子羊羹。
在千影的「顛覆人類與動物」魔法騷動中，因為能成功回避其魔法而沒有變身。同時在瞬間移動魔法中，小鈴就被移動到牠的口中。
清十郎
食肉植物（其實該類植物並非食肉植物，而是“吸血植物”）。是綾音被小鈴丟到東方森林後，把牠從東方森林帶回家，並一直培育著牠。牠很黏人。只要綾音前來澆水，牠就會很開心。但是，實際上牠只是把綾音當成飼料。
現在，綾音正瞞著大家去調查牠的生態，並希望在惡作劇上有所啟發。
只要攜帶著該種食肉植物的花粉，就不會被同種的食肉植物襲擊。

## 工匠相關
玲玲
15歲，在現實的日本中，大概是高中一年級生。較其它女生特別，只束起背後的紅色長髮，顯示了其獨特的魅力。
身高是主要人物中最高的。而且小尊亦說過她的胸部仍會繼續成長。
她的語調就像江戶人一樣，使她看起來更有像大姐的性格。但是，其內心實際比任何人都更像女性，不過卻對受女生歡迎感到十分煩惱。特別是她的師妹小尊，經常在窺視她洗澡、搓揉她的胸部、摸她的屁股等鹹濕的性騷擾行為，亦非常討厭小尊。
島上唯一的木匠一家的女兒。從5歲時就已經開始入門，至今已修行了長達10年，不過其手藝仍未到家，所以至今仍是見習。雖然工作時十分勤奮但並不細心，因此經常打壞東西而扯工作後腿。什麼都不做反而對工程的進展有所幫助。說不定她是現場監督的類型。
料理的手藝亦是島上第一（料理の腕は島一番で），尤其是十分擅長料理鯛魚。她是一手承擔自己一家的三餐。但家訓有一條「快速進食也是技藝的一種」，因此她的家人並沒有好好品嘗她所做出的飯菜。不過經過「阿部寬奈的騷動」後，她的家人開始明白味道的重要性，並好好品嘗她所做出的飯菜。
討厭「全身粘滑的東西」（如：蚯蚓），如果被母親莉莎懲罰時會被丟到滿是蚯蚓的地方去。
在年齡上雖然她是一位少女，但內心仍像小女孩，喜歡漂亮的小東西及裝飾物。
喜歡打扮，穿著和服，配戴髮簪。但這件事卻對其它人來說，是一個秘密，加上她自己本人受到被害妄想症的影響，認定自己必定會被人取笑。不過被行人讚揚後，她已經不再介意別人的眼光，並偶而在人前展示其打扮。
由於她很受女生歡迎，因此在她洗澡時都會被人偷看或偷摸，而她本人對此亦感到十分困擾，因此她就習慣自己一人洗澡（主要原因是經常受到小尊的性騷擾）。
其力氣是島上第一，因而有“島上第一剛強手碗”稱號（島一の剛腕）。不過，她本人對此稱號並沒有帶有好感（可能是因爲更希望有女人味而不是男子氣概的緣故）。
與小尊的二姐小忍非常合得來。二人在行為上，都是十分粗心大意。而且，當小忍需要興建房子的時候，二人對工程都是百害而無一利。而行人亦說她們「只要在一起，就會非常的危險」（「混ぜると大変危険）。不過在修補大橋時，她為了不被小尊性騷擾，而請小忍來幫忙。
與小滿在小時候已是十分要好的朋友。但由於小滿經常生病而留在家中，所以玲玲亦不是很清楚記得小滿的名字。
稱呼自己為「我」（日語是）。稱呼行人為「老公」（日語是）。對島內其它女生都是在名字後加上。而行人只稱呼她為「玲玲」（日語是），不過，當初是稱呼她為「玲玲小姐」（日語是）。
在千影的「顛覆人類與動物」魔法騷動中，變成了一隻長毛種的小狗。
在連載50回特別企劃的人氣角色排行榜中，獲得第7位。
莉莎（配音員：三石琴乃）
玲玲的母親。在工作上對任何人（或動物）都十分嚴厲。身材十分豐滿。
年輕的時候，有一段時候曾因太熱衷於工作，差點找不到結婚對象而感到相當著急。
對於能力並沒有進一步提升的玲玲，感到十分苦惱。
因為想要後嗣，所以她十分期待行人與玲玲結婚，並要玲玲多向行人表現自己（有時候，更會去教唆玲玲）。
莉莉
莉莎的妹妹，玲玲的阿姨。28歲未婚。是在山上小屋內的製作煙火的師父，因為幾乎都待在山上所以行人沒見過他。
外表跟玲玲長得非常相像，但是比玲玲還矮上許多。
阿律（配音員：弘中くみ子）
玲玲的祖母。49歲。是工匠中的工頭，在工作場中被稱為棟梁。在工作上對任何人（或動物）都十分嚴厲。
總是叼著煙管（30年前是叼著草）。作為木匠，其能力更是超一流。
30年前，她是一位樣貌與玲玲十分相似的美少女。同時，亦是她拾得妖掃「村正」。
小尊
請見下面的介紹。

### 家中的動物木匠
與阿律、莉莎、玲玲、小尊一同生活。
棘太（配音員：鈴木琢磨）
企鵝。木匠一家成員之一，為玲玲的師兄，與莉莎同期。
對於能力並沒有進一步提升的玲玲十分嚴厲。另外，牠是會去體罰別人的類型，並經常出手教訓玲玲和小尊。
亦有園藝的技術。不過，在植物剪枝上，偶而亦有失手的時候。
被忍者一家中的宮內喜歡，但棘太本人對她並沒有任何感覺，甚至有些害怕。
從橋上掉下去時，為了保護工具而順著河流漂流至瀑布（應該擅長游泳的），使行人百思不得其解。
很喜歡吃魚，尤其是鮪魚。
在千影的「顛覆人類與動物」魔法騷動中，變成了一位有白眉的英俊青年。
鼬一（配音員：川野剛稔）
鼬鼠。木匠一家成員之一，為玲玲的師兄，與莉莎同期。
在千影的「顛覆人類與動物」魔法騷動中，變成了一位頗悠閑，又帶有少許鬚根的青年。
猿吉（配音員：太田哲治）
猴子。玲玲的師弟。在木匠一家中，牠與小尊一樣都是見習，但技術似乎比玲玲好。
在千影的「顛覆人類與動物」魔法騷動中，變成了一位略為禿頭、臉形與原本十分相似的少年。
說話時，句尾都會加上，但中文版無法顯示。

## 千影流忍者一族
宮內
18歲，在現實的日本中，大概是大學一年級生或是專校一年級生。與麻知同齡。其名字是來自於忍者道具中的苦無。
心的女兒，是小忍和小尊的姐姐，亦是一位忍者。
年齡與完全導讀手冊中，最初的設定不相同，而作者則以作解釋（意思是由各種各樣的理由，因而難以簡單地作出說明）。
為了研究學問，現在她已放棄繼承忍術。
當看到可愛的孩子的時候，她會想抱起他們（如：麻知、牛排）。但其理由與小尊的並不相同。
她愛慕著棘太。但由於過分激烈，常常讓棘太吃到苦頭。
同時，她亦是島上唯一一間學校的老師。
她所使用的是京都的方言。
有三分鐘熱度的性格，怕麻煩，所以在學校發表事情時都是由千影代為發表。
稱呼自己為「我」（日語是）。
在連載50回特別企劃的人氣角色排行榜中，獲得第10位。她亦是唯一一位能進入前10位的非主要角色人物。在月刊少年GANGAN介紹非主要角色人物時，次序上她較小尊前。
小忍
14歲。在現實的日本中，大概是中學三年級生。小尊的二姐。眼睛是灰色。完全導讀手冊中最初的設定是15歲，不過在番外編中，行人和千影才發覺小忍與他們同齡。
現在已放棄忍術，受到千影的影響開始學習劍術，已成為武士為目標。亦因為此理由，她說話時都會加上此武士口調。但早起及感到十分吃驚的時候，她會轉用京都的方言。更有趣的，是她睡迷糊的時候，她會使用此貴族的口調。當初旅行的時候，她是身穿和服褲裙進行武者修行（說是成為迷路的孩子較適合）。
因為在她旅行的時候行人才漂流到藍蘭島，所以她並沒有參加「搶新郎躲貓貓大會」（婿殿争奪おにごっこ大会）。
雖然有接近分身的高速移動能力，但是其揮劍能力只有外行人的水平。她容易受到很多書本的影響，相信「章魚是火星人」及「讀了這本書一週後會死亡」等知識。與行人決鬥的時候，由於千影誤會了「決勝負」的意思（聽錯成決勝服），所以千影為小忍打扮像去約會一樣，漂漂亮亮的挑戰行人。
在小忍的一家中，她可算是最頑固、最純情的。值得留意的是她進入頑固模式時，黑色的眼睛會呈半月形。
在與行人挑戰敗北後，為了學習真正的劍術，現在已成為行人的弟子。
對行人一見鍾情，不過那份戀愛感情，卻被她自己的武士靈魂誤解成「非普通人物」，而自己亦沒有察覺，直到美咲到島上想把行人帶回去的騷動時讓她產生了焦躁感，然後又在偷聽到綾音在漫畫136話的自言自語才察覺到。
得知行人不願意和女孩子一起洗澡后，曾經和小鈴一起用各種手段對付行人，並最終成功（被行人稱爲“這場勝負”）。
小忍是三姊妹中唯一不知道母親心云在小時候開始就對自己飯菜下毒的人。
其身材和魅力亦不比小鈴及玲玲等人差。而偶然窺探小忍洗澡時的小尊卻說玲玲的腰應較小忍粗、屁股應較大。
當看到行人撫摸小鈴的頭後，自己亦希望嘗試被行人撫摸。不過成功的次數不多。雖然對早上的揮劍練習並不用心，但這都是為了日後能被行人撫摸而每天努力練習。由此，可以看出她亦有孩子氣的一面。
雖然是放棄了忍術，但卻很擅長使用分身術——「影子八方陣」（影の八方陣）。但是不知是什麼原理，她的分身是實體的（似乎是參考自『火影忍者』中的影分身之術）。由於本人修行不足，因此無法使出八人以下的分身術（包含本體在內），及自己是無法把分身術解除。不過她在投擲手裡劍的時候，手裡劍卻會像回力標一樣回飛，可見她並非是一位優秀的忍者。
島上第一的路痴（島一番の方向音痴）。且無論走到什麼地方，都會很容易跌倒。亦因為如此，她的身體亦像綾音、小尊一樣堅固。如果與玲玲一起行動，二人將會成為最凶險的搭檔，十分危險。此外只要入夜，就會立即入睡，怎樣叫也叫不醒。
在旅途中認識了「牛排」，更成為了親密的朋友。
成為行人的弟子後，每天都要來往位於南方與西方森林交界附近處的娘家及小鈴家。由於路途太遙遠，加上牛排會在森林迷路，浪費大量時間，因此她在小鈴附近建造了新房子（牛排並不是容易迷路，而是由於心云是忍者，需把屋子建在令人容易迷路的森林裡）。。
稱呼自己為「在下」（日語是「拙者」）。但她在緊張的時候，就改用「我」（日語是「うち」）。最初稱呼行人為「行人先生」（日語是「行人殿」），但成為行人的弟子後，改稱「師傅」（日語是「師匠」）。而行人最初亦稱呼小忍為「小忍小姐」（日語是「しのぶさん」），但小忍成為他的弟子後，就直接稱呼小忍。
在連載50回特別企劃的人氣角色排行榜中，獲得第4位。
小尊
13歲，在現實的日本中，大概是中學一年級生。經常性束起後面的頭髮。
是心的女兒、宮內與小忍的妹妹、玲玲的師妹。現寄住於木匠一家。由於母親是用京都的方言，因此她所說的亦是關西的方言（但較奇怪的是她所用的是大阪的方言）。
雖然是女孩子，但卻十分鍾情於同為女孩子的玲玲。總是經常纏著玲玲，其執著的程度與綾音相比可算是不分高下。除了玲玲外，亦對其它較性感的女生亦表現得相當有興趣，並喜歡搓她們的胸部，摸她們的屁股。而小鈴亦是受害者中的其中一人。行人說她就像「色老頭」一樣（日語是）。
認為藍蘭島不需要忍者，而放棄學習忍術，及選擇學習木匠手藝。成為木匠弟子已有3年了，不過她一直在考慮如何親近玲玲，結果她的木匠能力沒有提升多少。但母親心云過生日時，還是送給她一個梳妝盒，並被稱讚“嗯，小尊的手藝也不錯了呢”。此外工作時亦不認真，因此經常受到棘太的責備。
對受玲玲愛慕的行人抱有強烈的敵意。可算是島內唯一一位對行人持有否定的感情的女性。即使如此，但玲玲不在身邊的時候，她亦並不是太討厭行人。在第8冊中，她正在性騷擾小鈴的時候，亦邀請行人加入。另外，在行人中毒的時候，她也有幫忙去找尋解毒的藥草。
因為是忍者的子孫，所以經常隨身攜帶著手裏劍。同時十分擅長製作吹箭，麻知的吹箭都是向她訂制的。
一般被認爲她的實力比二姐小忍還要弱。但三姐妹中她對忍具的使用是最優秀的。
稱呼自己為「我」（日語是）。稱呼行人為「行人」（日語是）。
在千影的「顛覆人類與動物」魔法騷動中，變成了一隻小花栗鼠。
在連載50回特別企劃的人氣角色排行榜中，獲得第15位。
牛排（配音員：夏樹莉緒）
小牛。看似是荷蘭種乳牛系，但亦有部分像是黑毛和牛系。不會說話，只會發出「哞」（も）的聲音。
每次睡醒時，眼神都會不好看。
與修行中的小忍的相遇，並成為了親密的朋友，受到牛排的哥哥壽喜燒的請求下，請小忍代為照顧妹妹牛排。
第一次到忍者的機關屋時，就受到宮內的喜愛，並被她抱起。
經常與小忍一起行動，並爬到小忍的肩上。
牠是擔任著引導容易迷路的小忍的角色。
喜歡唱歌、跳舞，現在更愛上了棉被的觸感。同時牠十分喜歡吃湯飯。
在連載50回特別企劃的人氣角色排行榜中，獲得第20位。
心
宮內・小忍・小尊的母親。靜香（千影的母親）的雙胞胎妹妹。住在位於南方與西方森林交界附近處的機關屋。
是明治新政府的命令，到歐洲進行秘密偵查的忍者的子孫。更是千影流忍者一族（千影流忍一族）第37代掌門人。
為了進行忍術的訓練，她會把毒藥加進孩子們（宮內・小忍・小尊）的茶或飯菜裡，使她們的身體習慣毒藥。
說話是使用京都的方言。而且，亦很擅長製作京都的料理。
對女兒們都沒有意願繼承忍術的事情非常煩惱。
對於宮內喜歡棘太、小尊喜歡玲玲，都稱她們喜歡「沒有生產性」的人（此句其實是指雙方無法繁殖下一代）。

## 雪乃家
雪乃
11歲，是島上最年輕的人，非常討厭被看待成小孩子。在現實中的日本裡，大概是小學五年級生（在原作漫畫第35話中，她身穿的體操服的姓名牌印著「5-4 雪乃」）。
有綠色的短髮，左右兩邊都有小辮子（有呆毛）。初期的頭髮尚未碰到背部，但由於生長速度較其它人快，因此頭髮的長度正在不斷改變。
最喜歡吃“甜”的東西，特別是千影製作的薄煎餅及花子製作的蜂蜜吐司。她製作的料理實在太甜了（秋刀魚、生魚片、白飯都是甜的），一般人和動物都吃不下口（連喜歡吃甜的食物的小熊亦覺得太甜了，甚至連狐狐亦在吃過後流淚）。
由於母親小鏡是一位十分好動、外向的人，因此雪乃從小就被交托給千影照顧。而雪乃亦視千影為姐姐。但雪乃在她們二人面前，卻是抬不起頭來。且受到母親不做家務的關係，因此擅長除了廚藝以外的家務。
相當挑食，討厭吃“牛奶、納豆、秋葵、醃蘿蔔、小黃瓜”等食物。亦很討厭又暗又狹窄的地方。
與體型相似的綾音正在競爭中。夢想著自己將來會擁有連玲玲也甘拜下風的魔鬼身材。
是一個音痴。
外出時，總是乘坐著各種動物。而她亦有少許討厭用己雙腳步行。不過她意外地有足夠的體力和腳力外出，只是其本人沒有耐性長時間步行。
成長的時候經常與動物們一起遊玩，而現在亦與動物們同居生活。
看到梅梅製作的現實動物玩偶後，感到十分害怕，並邊哭邊逃。後來她帶同作為「樣本」的小熊去探訪梅梅。
稱呼自己為「我」（日語是）或「雪乃」（日語是）。稱呼行人為「行人」（日語是）。曾經有一次稱呼行人為（與有異，但中文版並沒法顯示），而家中的動物們亦稱呼雪乃為「雪乃乃」（日語是）。
在千影的「顛覆人類與動物」魔法騷動中，變成了小熊（但頭上仍保留了呆毛）。
在連載50回特別企劃的人氣角色排行榜中，獲得第9位。
小鏡
雪乃的母親。擁有小孩子的體型。看起來一點也不像大人。外表與雪乃一模一樣，而且有兩束呆毛。
在TV中的第11話，行人初次與她見面時，以為她是雪乃的姐姐。
她的外表令人感到她是一位十分悠閑的人，但其內心卻是深高莫測（能以三言兩語就令行人噴出鼻血）。發怒時十分可怕。經常偷懶不做家務，使家中的大小事務由雪乃及小熊她們包辦。喜歡喝酒和浸溫泉。當稱呼她時不加上（對比自己年輕的人的稱呼）時，她會發怒的。
雖然看似她並不是一位好母親，但其實她仍有作為母親的自覺。當雪乃尋找青鳥，令雪乃自己和小鈴遇上危險後，小鏡仍像普通母親去責備雪乃。其後，亦呵護及抱著流淚中的雪乃。
與飛高高是童年的朋友，就像雪乃一樣，由朋友關係發展到同居關係。而飛高高亦很少會拒絕小鏡的要求。現在他們的關係仍是十分要好。
千影的父親‧清正是她的哥哥。而小時候的小鏡亦十分黏著哥哥的，因此並不喜歡當時與總是來找清正的靜香，跟靜香感情並不好。
受到靜香以前扮演紅夜叉的惡作劇影響而有了心靈創傷，在故事內村莊發生紅夜叉事件時都會躲在房間不敢出來。

### 雪乃的動物朋友們
與小鏡、雪乃一同生活。
小熊（配音員：宮崎優子）
雌性的月熊（雪乃曾說過「胸前在新月花紋的熊是很少見的」，因此有可能有其它花紋的熊存在）。雪乃經常乘坐著牠出外。性格溫和又膽怯。看似是美麗系，但似乎可愛系更適合用來形容牠。
在雪乃6歲的時候，開始與她成為朋友。在同居的動物們中，牠與雪乃相處的時間最長。同時得意技為按著別人頭部，並不斷旋轉的。另外，在獵物競賽（狩り物競争）中，牠曾與野遠、雪乃展示出合體技「超級熊潛水式」（すーぱーくまだいびんぐ）。
只會發出「咕嚕」（ぐる～）的聲音。
，因為是熊，所以擁有怪力，且十分貪吃。最愛吃蜂蜜、葡萄果醬。
在千影的「顛覆人類與動物」魔法騷動中，變成了樣子與雪乃一模一樣的少女（但是，她並沒有呆毛，而胸前亦掛著新月形的裝飾品）。
飛高高（配音員：鈴木琢磨）
鷹。牠是與最早與雪乃一家同居的動物。當雪乃需要外出到較遠的地方時，就會選擇乘坐牠出外。與小鏡是青梅竹馬。有時候小鏡出外時也會乘坐牠。如果雪乃與小鏡需要牠幫忙的時候，牠會優先聽從小鏡的要求。說話時句尾都會加上，但中文版無法顯示。
年輕的時候是不良少年，並與好友雞排和皇成立「死利鳥團」（死利鳥団）到處作惡，不過被鈴蘭的「強力勸說」而解散。
與有妻子的雞排成對比，牠是獨身主義者。但卻被小鏡取笑為「沒有志氣」，不過卻是個很疼外甥的舅舅。
另外牠亦有「疾風之暗翼」（疾風の暗翼）的稱號。昔日牠與雞排成為競敵，一同爭奪西方領主的寶座。但是由於當時的飛高高並沒有達到領主等級的實力，因此牠落敗了，而左眼更在當然留下了一道傷痕。
企企（配音員：伊藤静）
企鵝。雪乃有時候出外會乘坐著牠的。
很喜歡閱讀各種書籍，並曾與行人交換推理小說，曾在故事內第二次的紅夜叉事件中與行人、千影和小鈴一起行動。
奇怪地，牠說話是使用外國人的口調，並稱呼自己為「me」（ミー）。
雖然是企鵝，但卻十分害怕寒冷的天氣。
好像很喜歡遠野。
刺刺（配音員：高橋美佳子）
刺蝟。雪乃偶而會乘坐著牠出外的。
當全身的針逆立的時候，會發生很嚴重的事情。因此，行人初次看見牠時，使他聯想到「可怕的」事情。
鴨鴨（配音員：千葉紗子（細野雅世））
鴨。雪乃偶而會乘坐著牠出外的。
最愛吃蚯蚓，而且頗貪吃。擅長打掃。
嗅覺十分靈敏。
狗狗（配音員：白石涼子）
狗。雪乃曾用「她」（彼女）來稱呼牠，似乎牠是女孩子來的。
能用兩足站立走路。
嗅覺十分靈敏。雪乃尋找青鳥的時候，牠有幫忙搜索。
在連載50回特別企劃的人氣角色排行榜中，獲得第19位。
山山豬（配音員：白石涼子）
野豬。雪乃有時候出外會乘坐著牠的。
嗅覺十分靈敏。在雪乃遇難掉到地逢裡時，牠有幫助行人去搜索雪乃她們。
兔兔（配音員：飯塚雅弓）
兔子。與雪乃同居一起生活。
在雪乃遇難掉到地逢裡時，牠有幫助行人去搜索雪乃她們。
有長長的耳朵，十分靈活，並代替手部的活動。
貓鷹鷹（配音員：吉川友佳子）
貓頭鷹。與雪乃居一起生活。
有優秀的夜視能力。在梅梅的偷吃騷動中，發揮了其能力。在雪乃遇難掉到地逢裡時，牠有幫助行人去搜索雪乃她們。
在漫畫裡，牠的名稱是，但完全導讀手冊中的名字卻是。而TV的介紹中，也是同樣使用這名字的。
狐狐（配音員：三宅華也）
狐。與雪乃居一起生活。
在眾同居的動物中，牠是最多嘴的。而且亦喜歡把他人的秘密傳揚出去。
喜歡「較性感的女生」。
姆姆太郎（配音員：三宅華也）
巨大的田鼠。
喜歡吃甜的東西。
牠有巨大的頰囊，能讓雪乃進入。

## 西洋館相關
千影
14歲，在現實的日本中，大概是中學三年級生。有青色的短髮。戴著眼鏡，視力大約是0.5。在小時候，她並沒有戴上眼鏡的。
對由島外漂流而來的書籍、雜誌、家電等文化產物有強烈的興趣，可見她是一位天生的研究者。現在她的研究對象主要都集中在行人身上。不過有時她亦對行人流露中其它感情。
表面上看來是一位十分友善的人，但其實內心卻經常策劃著邪惡的陰謀（就像是典型的野心科學家）她的性格是會去嘗試看起是有趣的事情。
行人認為她是「正經的人」（因為不知道她的本性），而雪乃就說她是「島上公認最怪的人」（島一番の変人），綾音亦曾說過「除了我姊姊以外，會這麼做的人就只有妳」。
喜歡在句尾加上，但中文版無法顯示。
擁有解讀西洋書籍及魔法書的語文能力。頭腦與行人一樣十分清晰，但意外地口風太鬆了。曾差點兒在行人和宮內前透露出紅夜叉的真正身份。
與母親靜香、女僕花子三人住在村裡唯一的西洋館（其後，包括寄住中的魔人小魔後就是四人）。
經常在夜間讀書和研究，因此早上都不會太早起床。不過她很少去整理書本，因此她的房間是十分零亂的，使花子經常發怒。
她的母親‧靜香曾為忍者，因此千影亦有較高的運動神經。不過她就缺乏了體力。在利用單車作發電機，為家電充電時，她瞬間就筋疲力盡。
在小時候，就已經能牢牢記住百人一首裡所有的句子及排放的位置。她在這方面可算是無敵，而千影本人對此感到十分自豪。她本人亦認為自己的記憶力高，不較在第11冊中，她卻忘記了小滿的名字。同時在原作漫畫第67回中，她母親靜香32歲生日時，她亦搞錯了蠟燭的數目，不過其反應似乎是故意的（不過小滿的名字一事似乎很久以前就忘記了）。
與雪乃是表親，並視雪乃為妹妹，代替小鏡照顧仍是嬰兒的雪乃。但其實她是為了取得嬰兒成長的數據。現在她亦仍然記錄著雪乃的成長狀況（雪乃對此是十分討厭，每次都會逃走，不過最後都必定被千影捉住）。
最喜愛吃三明治（除了是花子的其中一款拿手料理，也是因為三明治是方便給正在閱讀的人進食的食物。）。會一邊讀書，一邊吃東西。不過，有時候會太集中，連書本都會吃掉。她們稱「麵包」（パン）為「bread」（ブレッド），似乎島上的居民的祖先漂流至藍蘭島前，日本吃麵包的文化尚未普及。
擅長製作咖喱飯。受喜歡吃咖喱的行人、喜歡吃辣的東西的綾音，二人的好評。不過卻不受小鈴的歡迎（較喜歡花子所製的蛋糕）。
以由島外漂流的書籍及雜誌作為參考，製造了各式各樣的衣服。但是，她卻沒有好好調查清楚有關衣服的資料（她以為角色扮演中的衣服就是現代社會一般的衣服）。在「顛覆人類與動物」魔法騷動中，自稱為「法師」，但卻是身穿「魔術師」的服裝。
由於很少與外界接觸，因此她的咬字發音並不太準確。
另外在眾初期主要角色（行人、小鈴、綾音、麻知、玲玲、千影、雪乃）中，只有她的年齡沒有被公開。直至完全導讀手冊出版後，她和在第4冊開始登場的梅梅的年齡就在完全導讀手冊中公開。
稱呼自己為「我」（日語是）。稱呼行人為「行人」（日語是）。雖然行人與千影是同齡的，但行人卻稱呼她為（中文版是為「千影」，但就沒有顯示行人是加上了敬語）。
她在藏書中發現了魔法書，立即嘗試使用各種魔法，並使用使人類和動物互相替換的「顛覆人類與動物」魔法，及引起了一場小型的騷動。在騷動中，由於她是施法者，因此她並沒有任何改變。而日本版單行本第4冊的書籍封面上，繪畫了她受到魔法影響而變成了貉。
在連載50回特別企劃的人氣角色排行榜中，獲得第8位。
靜香
年齡是32歲（在原作漫畫第67話後）。
千影的母親。與小鏡的哥哥‧清正結婚後，成為了小鏡的義姐。曾為忍者，現在已經引退了，但其忍者的能力並沒有衰退。
平時戴著眼鏡，穿著和服，看似十分穩重的女性。現在她正代替已故的丈夫，打理著現在居住中的西洋館。喜歡在句尾加上，但中文版無法顯示。
以「紅夜叉」（配音員:關俊彥）之名引起各種事件，並利用其實際事件作為題材及以筆名「靜丸」去寫小說。不過，由於結婚、生產、育兒的緣故，該系列到了第7冊就中斷了。現在開始為以行人作主角的新系列而執筆及出版。同時該系列亦深受島上的居民（不論是人類、動物、妖怪）歡迎。
花子（配音員：飯塚雅弓）
在4年前到千影家當女僕，負責打理各種家務。女性的大象。16歲。身體的顏色是粉紅色。
喜歡好管閒事，但其性格十分友善。而且亦有少許輕浮。做家務時會身穿圍裙。
對於千影的起居感到厭惡，並嚴厲監督著她去整理房間。
同時亦因為牠是象，所以牠的力氣十分大。再者鼻子很短，因此做事都事都是使用手部。不過牠的手部（前足）能像普通人一樣巧妙地使用及工作。
但是那種性格和容貌，卻是島上公認的第一美少女（島一番の美少女），背後有很多動物的愛好者。
在千影的「顛覆人類與動物」魔法騷動中，變成了一位金髮的美少女。使即使是不擅長與女性相處的行人，也禁不住想多看一會。但是即使變成了人類的模樣，其怪力仍沒有消失，並捉住了千影，及解決了該場騷動。
幾乎所有人都會在稱呼牠時在名字後加上敬語。
在連載50回特別企劃的人氣角色排行榜中，獲得第16位。
小魔（配音員：生天目仁美）
在千影整理地下書庫的時候，發現了其魔法書，及把牠解封的魔人。
牠在圓圓的頭上纏了頭巾，有印度人的風格。但是牠吐字卻不清晰，說話時句尾更會加上，但中文版無法顯示。
出現時能實現人的3個願望（TV版是7個），但由於牠經常誤會人所許下的願望，因此到最後都是浪費收場。
在漫畫第81話提到，小魔許下的願望對人的直接影響是有時效性的，但是對於物質類卻沒有直接的時效性。
但完成拜托的願望後就會自由。不過出乎意料之外的，是牠現在居住於千影家，並利用其飛行的能力在家中幫忙清潔，及傳授罕見的料理給花子，而花子亦說牠「比千影工作的更勤力」（ちかげよりよっぽど働いている）。
似乎受到很多女性動物的喜愛。

## 梅梅家
梅梅
13歲，在現實的日本中，大概是中學二年級生。有綠色的頭髮，而且頭上戴著包包，穿著旗袍，是一位充滿中華風格的少女。現在是藍蘭島上唯一一位日本國外人士。由於在日本出生，因此也懂得說日語。經常性在句尾加上、，但中文版無法顯示。而且，在悲鳴的時候，會經常說出「呀啊啊啊————！」（ひゃやややぁ～ん）這句口頭禪。
正式的初登場為第4冊中。而她亦曾經以人影方式出場（在原作漫畫第14話，觀賞櫻花樹時）。
在漫畫中，印刷的效果使其綠色的頭髮變成了黑色。
在雜技團中成長，因此非常熟識中國拳法及體操。同時身體亦十分柔軟。曾嘗試筒子縮骨，不過到最後是失敗了，更引起了一場小騷動。為此遠野說她「有時候會做些沒大腦的事」。
家中除了父母外，還有17位哥哥及5位姐姐。他們全部皆為雜技團團員。由於家中有很多哥哥，因此她得容易與行人談話。
相當早熟。在第9冊中，她在想象與行人在旅館一起睡覺時面紅了，而且其想象圖亦被打了格子。
非常喜歡唸愛情小說，尤其是很複雜的那一種愛情。那些小說的名子有一點讓人感覺是有十八禁的內容。這些書亦是從她的姊姊借來的，也是他早熟個性的主要原因。
看到血後，就會立即昏倒。因此她和行人在澡堂相見時，兩人皆會一起昏倒。
攜帶著大量現實的動物、樹木、石塊等玩偶，而且更是自己親手所製。
有著奇怪的審美觀，他所製作的動物布偶是以現實中的動物為主，但和藍蘭島的動物兩者的形象差距實在太遠了，因此那些玩偶不太受雪乃和遠野等人的歡迎。
她亦是一個路痴。很喜歡洗澡。
曾誤打誤撞打敗北方領主‧大牙，但之後被東方領主‧番太郎擄走，並要她去當老婆，不過卻被大牙阻止。其後亦被牠擄走，並要她去當新的北方領主，不過卻被行人阻止。
在日本時由於早上需要進行雜技的訓練，因而大多時候都沒有上學，並在晚上向擁有教師執照的姐姐學習。同時由於經常轉學，所以她並沒有很多朋友。
稱呼自己為「我」（日語是）。稱呼行人為「行人」（日語是）。被玲玲稱呼為「梅梅」（日語是）。
性格極度害羞，在雜技團的表演總是出錯。為了克服害羞的問題，作為團長的父親讓她自己一人出外旅行。在旅途中她遇上了遠野，並與牠成為了旅伴。
在開始旅行的一年後，她有一次在去鄰近的島嶼時迷路，並遇上暴風雨，而漂流到藍蘭島東北方海崖‧櫻花樹的附近（時間上與行人相同）。漂流到藍蘭島後，只在北方森林內活動。其後，跟著觀賞櫻花樹後的行人與小鈴等人到村裡。到達西方的村子後，由於無法與別人交談，所以只好偷吃別人家中的食物。隨後，偷偷地到無人在家的小鈴家洗澡，及被行人看到其裸體。不過她在看見行人的鼻血後立即昏倒，並被行人和小鈴捉住。最後她正式成為西方的居民，及與遠野過著同居的生活。
在千影的「顛覆人類與動物」魔法騷動中，變成了一隻小猴子。
在連載50回特別企劃的人氣角色排行榜中，獲得第6位。
遠野
河童。與梅梅、行人差不多同一時間漂流到藍蘭島。從外表上難以辨別牠的性別，不過牠是其實是女性來的。
在200年前，被封印於某條河邊的小廟裡。其理由是當時牠經常把田裡的小黃瓜吃清光，而村裡的人就找了當地的和尚把牠封印。但事實上是牠受到「破邪宗」的追捕，而空堅為了保護牠而去封印遠野，並希望牠將來能與人類成為朋友。
解封時，梅梅用了木槌破壞小廟，以幫助遠野解除封印。解封後，卻發現眼前的河並不是河童們居住的河，而且牠的同伴亦不在。為了找尋同伴，並答謝梅梅的恩情，牠現在與梅梅一起旅行。
牠亦是一個路痴。且與其它妖怪不相同，只會發出「呱」（くあ～）的聲音。
牠是食物不見得騷動中，偷吃小黃瓜的犯人。
牠的性格是十分衝動，容易與別人吵架。並曾經打敗了東方領主‧番太郎。
與麻知交手幾次後，作為競敵的雙方都萌生出友情。
現在與梅梅一同居住於小鈴家附近的水車小屋。睡覺時是潛入水中的。而水槽就是牠的被窩。
雖然察覺到島上同族的河童的存在，但至今仍沒找到河童定居在島上的哪地。
由於需要令頭上的盤子保持水份，因此經常攜帶著數個竹製的水筒（是放在甲殼內的）。
島上只有不相信妖怪的存在的行人認為牠是烏龜，對行人的固執十分不高興。
自己身為妖怪，但卻在看見發出強大妖氣的妖貓（南方領主）時感到吃驚。同時有關外星人如：SF、UMA等，卻是完全不相信。
有多種必殺技。以頭上的盤子發出強力的妖氣造出的必殺技——「河童波」（河童波）、能以雷電向對方攻擊的必殺技——「河童雷」（河童雷）、從牙縫間擊出高壓水彈的必殺技——「河童槍」（河童銃）。另外，亦能縮短左臂、拉長右臂（河童的手臂是左右連在一起的），造出必殺技——「河童羅漢拳」（河童羅拳打）。如此之外，遠野也會用千年殺（傳說裡面河童喜愛的惡作劇之一）。
稱呼自己為「我」（日語是）。綾音和麻知都是直接稱呼牠為「遠野」（日語是）。被玲玲稱呼為「遠野」（日語是）。或許是梅梅稱呼牠為「遠野」（日語是，是有加上敬語的）。
在千影的「顛覆人類與動物」魔法騷動中，變成了一位擁有豐滿身材，但又像男孩子的美少女（頭上仍有盤子及背上仍有甲殼，當然，牠是全裸的）。
名字來是從柳田國男的著作「遠野物語」。而有關的河童的傳說，估計是由遠野市流傳的。
在連載50回特別企劃的人氣角色排行榜中，獲得第11位。

## 長老家
阿琴
被大家稱為「阿婆」（オババ）。而小滿就是她的直系子孫（作品中並沒有詳細交代二人的關係）。安政元年（1854年）出生，至今已有148歲。是130年前的（Island）號的倖存者，現在是村中的長老也是村長。為了研究西洋的醫學，於是她就乘搭（Island）號到歐羅巴洲，但回國到日本的途中遇上暴風雨，並漂流至藍蘭島，及在島上生活了長達100年以上。
她是紮著白髮，並梳上傳統的日本髮型。不過，她年輕的時候是一位長髮的和風美人。她好像是在故鄉結婚的。她亦是一位才女，有豐富的知識。在醫學上亦有一定程度的認識，能為病人診斷及調劑簡單的藥。但是，為妖怪或半妖治療則不在她的專業範圍之內。在單行本第9冊書籍封面的照片中，看到她和南方領主‧小虎、北方領主‧大牙在一起，似乎她和妖怪化前的小虎和大牙已是朋友，並經常在一起。
通常都是在自己家中診症，這亦是為了方配製藥。
怒吼時的聲音十分大，並十分可怕。而且，她亦略懂體術，會毫不留情把偷懶的人扔出去。會說舊黑田藩、肥後藩、鍋島藩等地方的方言，估計她是在九洲北部地區出生。
「搶新郎躲貓貓大會」（婿殿争奪おにごっこ大会）舉行時，一直跟在行人後面看著比賽，並看著行人從瀑布上跌落東方森林內（如何步行到高處是一個謎，而且其年齡可算是半妖或妖怪）。
對還沒有任何戀愛對象的行人感到十分焦急，並不斷稱呼行人為「沒種」（タマなし）。
很喜歡在空閒的時候飲茶及吃卡斯提拉，但是由誰來製作，卻是不明。
在千影的「顛覆人類與動物」魔法騷動中，變成了紅毛猩猩。不過，其樣子幾乎沒有任何改變。
同時，她在18歲時仍未結婚（未婚夫好像是在日本），以當時島上的基準，她亦算是「過遲」。
於第151話得知她其實是傳說中的九尾妖狐的後裔，從一百歲開始就已經開始有妖怪化的徵兆，而每年海龍祭都會離開家裡也是因為每年這個時期都會變成妖怪(即妖狐的模樣，而且樣貌還會變得年輕，頭髮變成銀色眼睛變成金色)的模樣前往雷山，並被稱作「雷山之鬼」，而且隨著年齡增長，尾巴也越來越多，妖怪化後的模樣也越來越年輕，當尾巴長到九條時就會正式轉生成妖怪。而在劇情中的那年正好就是她尾巴長到九條的那年，不過正式成為妖怪後不但外貌變成幼女，還一度因轉生成妖怪時記憶衝擊到變小的腦部，導致心智和記憶幼兒化，因此在北方惡作劇引發了騷動，而且連領主們都拿她沒輒，不過在見到美咲後恢復，並分為兩人附身到美咲和小鈴身上惡整行人，但卻反而被美咲和小鈴的情感影響，而無法完全操控她們，導致被行人抓到破綻而被攻擊到作為多尾型妖怪共同的弱點(所有尾巴的中間間隔)因此敗北，自此之後就一直保持著妖怪的外貌了。
小滿
阿婆直系末裔，嫡傳醫術的繼承人。16歲。
有洋紅色的長髮，並在左右兩邊梳著辮子。另外，額頭正中，亦有一束呆毛。眼睛是黑色的。
身體十分虛弱，所以經常留在家中，也造就了他懶散不積極的個性。這是由於她是身上留著雪女之血的半妖，因此她一曬到猛烈的陽光，就會貧血，並且不能使用妖術。反之當寒冷的情況下，她會變得十分精神，能力亦會增加。
其箭術是高手級。能同時射出4、5枝箭，更能自由地控制其力量。而她就是在第二回搶新郎爭奪戰（第2回婿殿争奪杯）中活用了她的能力，發送箭文給村中的參加者。
由於她對熱的抵抗力比一般人弱，因此她很少出外。說話時經常加上敬語。
現在與雪之精靈「小雪」組成搭檔，而妖力亦因此大輻提高，並使她外出時有足夠的妖力令她長時間在暑熱的天氣下外出。但是她對於外出似乎感到麻煩，因此她現在大多時間都像以前一樣留在家中，因此常被阿婆說教或教訓。
心機似乎很重，在從阿婆要麻知去訓練小滿的環島試膽步行時試圖要逃走，不過被麻知給阻止了。
因為足不出戶的關係所以沒什麼存在感，連是小時候一起玩耍的玲玲等人都已經忘記了她的名字。不過現在仍有少部分人仍記得她的名字，綾音是那少部份的人之一。而最初忘記她的名字的人其實是小鈴。
原本因為懶散的關係而拒絕工作，但自從行人在村莊發明冰箱之後，就參與了製冰的工作，不過被綾音指出小滿在製冰過程中沒有用太多妖力來製冰。
其樣子是根據行人的妹妹——美咲而設定的(估計是為了暗示兩人的關係)。但是二人唯一的差別，就是小滿的胸部較美咲豐滿。而行人亦需要用3個月時間，才能察覺兩人的樣子是十分相似的，因此令小滿每次察覺到行人的注視時，都會有所誤會。
初登場是在原作漫畫中第50話。本來應該能更早登場，不過作者完全忘記了這回事。設定上她是從行人漂流到藍蘭島時就會登場的。從第一次看見行人後，就一直十分在意他，及產生好感。
稱呼自己為「我」（日語是）。稱呼行人為「行人」（日語是）。但是，在TV中，她是稱呼行人為。
在TV中，她只在最終話的最後一幕的一瞬間登場，而且，劇中簡短地只用「新角色」（新キャラ）來介紹她。當時，她正追趕著行人，樣子亦題得十分疲勞，估計設定上她依然是半妖的雪女。
小雪
冰雪精靈，在冰柱的試煉後成為了小滿的搭檔精靈。有個妹妹叫做粉雪，是美咲的搭檔精靈。
對於小滿懶惰的個性偶爾會感到反感。
與小滿的靈力是共通的，在小雪融化後小滿的靈力亦會消失，直到小雪恢復後再度出現，而恢復的時間是需要一個晚上。
玫瑰
生存了150年的水豚。有好像中醫的醫術的知識，擅長製作膏藥。擅長治療妖怪和半妖，因此成為了小滿的專屬醫生。
會說人類的語言，句尾都會加上，但中文版無法顯示。
當妖力全開的時候，雙眼會睜開，其體型會變得強壯，並有肌肉。牠本人說，雖然其妖力並不是非常的強，但其妖力的總量並不會比誰低。在12年前，在村子即將被大海浪吞沒時，牠亦曾變成那模樣來協助八代。
在第11冊中，牠為麻知的式神提供妖力，以維持祂們的生命。但後來不知為何牠的妖力全被式神們吸取，並變得乾巴巴。

## 其他人類角色
在藍蘭島，其文化形態處於江戶‧大正之間。14~16歲的女性需要結婚、妊娠、生產。若已18歲的女性仍未結婚，則被視為「過遲」。因此，女主角的父母大都是25歲~35歲之間。在12年前的大海浪中，所有男性居民都已被沖到島外，但事實上已被視為死亡。同時，在11年前，小鏡誕下雪乃後，就再沒有人妊娠、生產。

### 其他島上的少女
小靜（配音員：後藤千菜）
島上的居民。由莉的姐姐，15歲。從事農業生產。
頭髮頗短，後面有兩束小辮子。說著東北方言。
小鈴稱呼她為「小靜」（日語是）。
她所種植的小黃瓜曾被遠野偷吃。
在千影的「顛覆人類與動物」魔法騷動中，變成了麻雀。
當阿婆在說明月見亭的溫泉的效果時，被玫瑰說她和由莉是「平常並不起眼的村姑A與B」。
在第二回搶新郎爭奪戰（第2回婿殿争奪杯）中，與志乃組隊行動，及被小鈴奪去其持有物（緞帶）而落敗。
由莉（配音員：龜山千尋）
島上的居民。小靜的妹妹，14歲。從事農業生產。
頭髮頗短，後面有兩束小辮子。說著東北方言。有雀斑。
小鈴稱呼她為「小由」（日語是）。
她所種植的小黃瓜曾被遠野偷吃。
在千影的「顛覆人類與動物」魔法騷動中，變成了麻雀。
在第二回搶新郎爭奪戰（第2回婿殿争奪杯）中，她成為了小鈴的目標，及被小鈴奪去其持有物（腰帶）而落敗。
當阿婆在說明月見亭的溫泉的效果時，被玫瑰說她和小靜是「平常並不起眼的村姑A與B」。
詩織（配音員：飯田有佳（宮崎優子））
島上的居民。香織的姐姐，14歲。從事牧羊。
頭髮頗長，並束起後面的頭髮。說著關西方言。
香織（配音員：泉はる（千葉紗子））
島上的居民。詩織的妹妹，13歲。從事牧羊。
頭髮頗短，後面有兩束小辮子。說著關西方言。
在千影的「顛覆人類與動物」魔法騷動中，變成了鼬鼠。
在第二回搶新郎爭奪戰（第2回婿殿争奪杯）中，她成為了綾音的目標，及被綾音奪去其持有物（腰帶）而落敗。
小花（配音員：佐藤彩奈）
島上的居民。小蘭的姐姐，15歲。鹽匠。十分肥胖。頭髮左右兩邊都有小辮子。
家中的食物曾被梅梅偷吃。
在第8冊中，她與飼養的豬隻一起製鹽。
在第二回搶新郎爭奪戰（第2回婿殿争奪杯）中，她成為了小鈴的目標，及被小鈴奪去其持有物（腰帶）而落敗。
小蘭（配音員：佐藤彩奈）
島上的居民。小花的妹妹，13歲。
在第二回搶新郎爭奪戰（第2回婿殿争奪杯）中，與小羽組隊行動。她成為了玲玲的目標，及被玲玲奪去其持有物（鋤頭）而落敗。
小翼
島上的居民。小羽的姐姐，16歲。
在第二回搶新郎爭奪戰（第2回婿殿争奪杯）中，挑戰麻知失敗，及被麻知奪去其持有物而落敗。
小羽
島上的居民。小翼的妹妹，13歲。
在第二回搶新郎爭奪戰（第2回婿殿争奪杯）中，與小蘭組隊行動。她成為了小忍的目標，及被小忍奪去其持有物（木槳）而落敗。
小愛
島上的居民。17歲。
在第二回搶新郎爭奪戰（第2回婿殿争奪杯）中，挑戰麻知失敗，及被麻知奪去其持有物而落敗。
小亞
島上的居民。從事製紙。有圓圓的雙眼，使其魅力集中於該處。
妖刀‧村正的擁有者。
住在村中最北邊的地方。同時，她亦是第一位被梅梅偷吃家中食物的受害者。
在第二回搶新郎爭奪戰（第2回婿殿争奪杯）中，她被雪乃奪去其持有物（外套）而落敗。
志乃
島上的居民。13歲。由於受到各種印刷的影響，她的頭髮看起來是白色的，左右兩邊亦綁著小辮子。說著東北方言。
在第二回搶新郎爭奪戰（第2回婿殿争奪杯）中，與小靜組隊行動，及被小鈴奪去其持有物而落敗。
亞紀（配音員：橋本樹里）
島上的居民。小夏的姐姐，17歲。
小夏（配音員：澤海春香）
島上的居民。亞紀的妹妹，16歲。
在原作漫畫第37話「被看見」中，她為玲玲製作了新髮簪。
在第二回搶新郎爭奪戰（第2回婿殿争奪杯）中，她被雪乃奪去其持有物而落敗。
一二三
島上的居民。三葉的姐姐，15歲。
在原作漫畫第37話「被看見」中，她為玲玲的和服染上顏色。
三葉
島上的居民。一二三的妹妹，13歲。頭頂上有一束小辮子。
小純
島上的居民。14歲。平常很晚才起床的。

### 過去的居民
主要女角的父親名字都是參考日本戰國時代的名將或大名。
清正（配音員：關俊彦）
靜香的丈夫，小鏡的哥哥，千影的父親，雪乃的叔父。與靜香同年齡。
小鏡稱呼他為「哥哥」（日語是）。中性的美少年。
他並不是在12年前的大海浪中失蹤，似乎是因為患病而離去人世。但是在連載124話當中也和長政與高虎等人一起出現在東方院家的船上。
目前與其他男人一起住在東方院家，現在是個小說家，帶著眼鏡。而他的作品清水正丸亦在行人漂流到藍蘭島時也一起帶過來了。
與女兒千影一樣喜愛閱讀。過去靜香就是以借書為名，來訪清正居住的西洋館。
到目前故事的時間，仍不知道妻子靜香有著的紅夜叉的身份。
名字是參考自加藤清正。
长政
千鹤的丈夫，绫音、麻知的父親。比千鶴大2歲。
長髮，发式与麻知相似（末端没有系蝴蝶结），被铃兰、飞高高等误认为是女人。
通常面无表情。口风不严，多次险些把高虎的‘秘密’泄露。
目前與其他男人一起住在東方院家，長髮已綁個馬尾，是讓行人對妖怪抱持否定的元凶。
擁有可以將SD卡（記憶卡）值入大量魔力的技術，在漫畫第134話中提到式神有可以偵測到島上是否有人去世的能力。
從上面看來跟妻子千鹤完全不同，是個修行了得的妖怪祭師。
名字是參考淺井長政。
忠兴
莉莎的丈夫，玲玲的父亲。比莉莎小1岁，没有与莉莎结婚前，是莉莎的师弟。
被莉莎称为‘好色白痴’。有著想要有多名後宮的夢想，曾经多次性骚扰过铃兰，被铃兰暴揍一顿。
目前與其他男人一起住在東方院家，是東方院家的專屬園藝師，在這工匠方面的能力相當出眾。
名字是參考細川忠興。
秀秋
小镜的丈夫，雪乃的父亲，與小鏡同年齡。
目前與其他男人一起住在東方院家，是東方院家的專屬廚師。
受到妻子小鏡不愛做家務事的影響，所以在家務方面的能力似乎相當不錯。
雪乃受到動物喜愛的性質亦是遺傳到父親秀秋。
名字是參考小早川秀秋。
政宗
冰柱的丈夫，小满和美咲的父亲。比冰柱小2歲。目前下落不明。
名字是參考伊達政宗。
分別於第141話和第153話以快遞人員和送披薩的外送人員身份登場，但由於來跟他收取物品的都是不認識他的人(柊和東方院家的僕人)，他也不知道其他男人都住在東方院家，因此錯過與其他人重逢相認的機會。
高虎
鈴蘭的丈夫、小鈴的父親。是比鈴蘭大1歲的漁師。15歲時與鈴蘭結婚。
個性上溫和有禮貌，小鈴的個性似乎是遺傳到父親高虎。
曾在行人的回憶裡登場，拿著醫藥箱的黑衣男子就是高虎。
目前與其他男人一起住在東方院家，是擔任行人爺爺嚴人的秘書與保鑣。
額頭上有一條傷痕，是因為曾經為了保護鈴蘭而被木槳給弄傷。
名字是參考自藤堂高虎。
半藏
心的丈夫，小尊、小忍與宮內的父親。比心云大2歲。
曾於小尊與雞排的回想中登場。名字於單行本第十二冊的封面公佈。由於臉部被遮蓋了，因此無法得知其樣貌。
於漫畫第152話登場，因為看到東方院家的宅邸十分氣派，導致體內忍者之血沸騰而企圖入侵，結果被嚴人當場制服，並被撥開面罩露出真面目。
名字是參考服部半藏。
鈴蘭（配音員：池田昌子）
小鈴的母親，高虎的妻子。三年前在巡視暴風雨時失蹤，大部分人都認為她已死去了。不過小鈴曾約定讓母親「看到自己穿上嫁衣」（花嫁衣裳を見せる），並相信母親終有一天會回來。
十二歲的樣子不論長相和穿著都與女兒小鈴一模一樣，差別在於鈴蘭的兩端鬢角較長，貧乳以及不穿長襪。
雖然在小鈴個回憶裡鈴蘭的個性非常溫柔，但其實個性是非常衝動而亂來，不過對戀愛相當遲鈍，在雞排的回憶時間中提到高虎已經有幾次曾對鈴蘭表白想跟她交往，但鈴蘭都會聽錯，直到高虎後來的求婚才知道高虎的心意。
她天生就擁有一身高強的武術本領。曾撿到雞排的卵，教導牠武術，並教訓當時到處作惡的雞排和飛高高。雞排是稱呼她為「大姐」（日語是），在還沒失蹤前是島上公認最強的人。
在收錄的番外編中（尚未有中文版），她在行人漂流至藍蘭島前一晚出現，為睡覺中的小鈴穿上自己的禮服。但是，這個是夢境還是小鈴做的夢，現在仍不明。三年前，使用灵魂脱体来看望小铃，但是较为失败，相貌十分恐怖，被所有人误认为是鬼。即使是灵魂，体术能力仍然不减，可以和鸡排与麻知同时作战，并轻松胜利。猪排亦是她不小心从另一个世界带来的。
對自己胸部的大小十分介意。
那破崙‧席格‧山田
130年前乘坐（Island）號後，漂流至藍蘭島的歐洲紳士。他對自己那一大撮鬍鬚感到驕傲，阿婆等人都以「鬍子紳士」（おひげの紳士）來稱呼他。
看不過在南方森林中的貓族和犬族，為爭奪領主寶座而展開血流成河的流血爭鬥，因而提出每年進行「生存遊戲」（サバイバルゲーム）來決勝負的方案。
此外，他亦引進不少盛大的活動，如：「大胃王比賽」（大食い大会）、「只有男子漢的大船釣魚比賽」（漢だらけの大船釣り大会）。
同時，他亦是西洋館的設計者，並在內裡加裝秘道及不同的裝置。
於單行本第33卷附錄番外揭露了其實在藍蘭島上的他並非本尊，而是外星人「烏魯」的變裝，本尊其實早在過去跟船老闆一同漂流一段時間並被人發現後平安回到日本了，而烏魯之所以會混進難民裡主要目的有兩個，其中一個是監視島民並在無意識中向他們灌輸一些在島上的必要知識，另一個則是根據大隊長的命令取悅島上的居民。
胜元
阿律的丈夫。玲玲的祖父。比阿律年龄大12岁。漫画77话中登场，但没有露出脸部。

### 東方院家關係者
東方院美咲
出生月份為5月，與行人相差三個月，是行人的義妹。初中二年級生。14歲。
在漫畫的119集裡正式出場，TV中則在最終話登場。當初，她的樣貌是十分模糊，但在原作漫畫第50話中清楚地描繪了她的樣貌。
有著淡紫色的長髮，左邊綁著辮子，而左右兩邊亦綁著絲帶。
胸部原本頗為平坦，但在行人不在的時間裡急速生長。曾與行人約定在生日時約會。
十分喜歡寒冷的天氣，能在冬天吃冰。相反，討厭暑熱的天氣，在春秋兩季一直喊熱。與雪女冰柱有何關係，暫時不明（在原作漫畫第57話中稍有暗示，123話則是因為真面目揭露，暗示著有雪女血統），但後來自己承認是雪女半妖。同時她的髮型與小滿十分相似（頭髮的顏色也是相同的）。
說話十分長氣，並長篇大論，說大量與本來的主題無關的話。
漫畫123話正式登場，之前則以類似忍者扮裝與疑似雪女之技能、以及與凌駕於全島總和戰鬥力搞得島上天翻地覆，後來決定定居在藍蘭島，目前暫居在小鈴家。
在漫畫版中，因為很早就意識到與行人沒有血緣關係，因此對他抱持愛情態度，所以當知道藍蘭島是除了行人以外沒有其他男性的島嶼時，就特別對大部分的女孩做戀愛觀察評分，而其中小鈴被美咲評為是最高分的。
也因為從小就對行人抱持戀愛的態度，因此對行人也有強烈的佔有慾，所以對其他對行人有好感的女性都有一定的敵意，當然也對行人在戀愛上的遲鈍態度充滿著不滿，也對他仍對自己抱持著只是妹妹的想法感到不悅。
行人對妖怪與幽靈等未證明生命體抱持否定的暗示就是美咲要求長政對行人施咒的，原因是不想因為自己有半妖血統而嫌棄自己。
美咲在富士山時的戰鬥力是靠長政給的儲存妖力的SD卡關係，因此只能使用一次，因為沒有特別訓練的關係，在雖然爆發力更勝同為雪女半妖的小滿，但持久力卻低於小滿。
在漫畫135話，因為藍蘭島的規矩而與小滿競爭妖力時，在持久力上的不足情況下輸給小滿而被當作徒弟，不過卻被成為小滿使喚的傭人，稱小滿為懶散的師傅。
在漫畫第152話得知她是冰柱失散多年的女兒，也就是說她是小滿的妹妹。
個性好強，看到其他女生與行人太接近時會吃醋，也喜歡可愛的東西，因此剛到藍蘭島時看到這裡的各種生物都會飛撲上去，且如果同時出現很多可愛的動物的話會噴鼻血。
因為有學會武術的關係，跟行人一樣早晨就會開始鍛鍊身體，而到藍蘭島之後，就與小鈴作對練。
在TV中則設定了她是一個路痴。
稱呼自己為「我」（日語是）。
在TV中，她在尋找哥哥時遇難，漂流至只有男性居住的"藍蘭島"。過著舒適的生活，並沒有意思打算回國。
東方院 漸人（配音員：磯部勉）
行人與美咲的父親，個性相當嚴厲，對行人的行動說著「辦不到」（ムリ）、「放棄吧」（ムダ）、「照我說的話去做就好了」（私の言う通りにしてればいい）。不謹如此，他更對行人說出「你到底為了什麼想要贏」（なぜ勝ちたいのか），讓行人無法回答及一直深思的問題。同時，他亦是令行人離家出走的人物。
東方院 秋菜
行人與美咲的母親，在行人離家時就已經失蹤，似乎是個冒失的人，但他也是東方院家最可怕的人。16歲時變與漸人結婚。
完全不介意行人與美咲沒有血親關係，希望美咲能贏得行人的芳心。
東方院嚴人
行人的祖父，65歲。行人的劍道老師。得意技是先向對方揮劍，然後再以劍尖由下往上攻擊的「斬釘截鐵」（ざんていせってつ），而行人亦曾正面受到這招攻擊，而引致腦震盪。在眾多必殺技中，有部分與新陰流相同。
行人的「懼高症」是由行人的祖父本人所害的。在行人還很小的時候，常常把行人帶到高樓大廈上，然後把他舉起來或往上丟。有時候會帶行人去跳傘。
岩槻柊
嚴人的秘書。24歳。為了與嚴人結婚去取得行人父親的同意時被行人撞見、之後行人誤會她是要與父親結婚而造成行人與父親吵架與行人離家出走的原因。確定行人沒事後、和嚴人辦理入籍，與梅梅的姊姊梅蘭認識。
於「咖灰偵探社」中提到她跟嚴人已經有小孩，而且小孩還在新年被花園靜嚇哭(不過花園靜什麼都沒做，據該作其他角色表示花園靜似乎會不時散發所謂「武人氣場」，不過本人宣稱沒這回事。)。與該作角色「岩槻樹」關係不明。
黑衣男子
他是美咲在照顧腦震盪的行人時，拿急救藥箱給他們的男子。詢問美咲「我打擾到妳了嗎？」（おじゃまでした？）時，使用著十分有禮貌的口調（他似乎是東方院家的庸人，又或是家中的親屬）。下巴留著鬚根，額頭上有一道傷痕，而在作者第22集提到，他就是高虎。
東方院摩智
作者另一作「咖灰偵探社」的主要角色之一，於漫畫第128話被提起，長相跟麻知幾乎一模一樣，而且從年齡上來看，本作的時間點為該作的一年之前。
東方院綾音
作者另一作「咖灰偵探社」的主要角色之一，於漫畫第128話被提起，長相跟綾音幾乎一模一樣，是東方院摩智的姊姊，而且從年齡上來看，本作的時間點為該作的一年之前。
花園靜
作者另一作「咖灰偵探社」的主要角色之一，於漫畫第128話提起摩智和綾音時名字有出現在族譜上。

### 梅梅的關係人
目前故事裡面只有梅梅的5位姊姊有被明確介紹出來，梅梅的兄弟姊妹除了梅梅以外都是多胞胎
梅華
長女，23歲。頭腦很好，在16歲就讀國外的大學並在2年後畢業，現在是在某個高中(即「咖灰偵探社」中的海鷗高中)教授科學的老師。
梅蘭
次女，23歲。豪放磊落，在高中時就拿到調理師執照的達人，現在是在某個女子高中(即「咖灰偵探社」中的燕之丘學園)的學校裡工作。
春梅
三女，15歲。很強勢又好強，運動能力高的空手道達人。
夏梅
四女，15歲。開朗且很愛講話，是個喜歡追求流行的女孩。
秋梅
五女，15歲。看似文靜但講話很毒且計謀多，對小常識跟電子製品很感興趣的女孩。
春梅、夏梅和秋梅都是在長女梅華的高中就讀一年級，並在國中時就以三胞胎的偶像出道。(於漫畫第127話提到她們的團體名稱為「梅.梅.梅」)

### 其它超自然人物
咲夜（配音員：松岡由貴（嘉數由美））
機械人。不知道是什麼時候出現，及是溫泉旅館「月見亭」的老闆娘。由於程式的設定，因此非常喜歡接待客人。自稱為「女老闆」（女将），並視阻礙她的東西為敵人，及盡全力把敵人排除。
初登場是在廣播劇CDVol.1中。但在廣播劇CDVol.2中，由於她並沒有機會登場，所以只能在筆記簿的插圖上哭泣。其後，她亦有在原作漫畫中登場。初登場比較遲，是在第40話中，不過之前的第31話中（在雪乃想象小鏡一行人到月見亭時）亦有在一小格中登場。
有淡紫色的長髮，並梳著長長的辮子。
她的真正身份，是木製的活動人偶。兩肩的零件上都印有「貳」（弐）的字，而背部亦印有「咲夜」的文字及「RX78-2」的神秘型號號碼（參考自原作漫畫第41回）。同時，背部的「咲夜」二字是以漢字形式表示，但是，在作品中她的名字都是以平假名來表示。
在運輸船航行的途中跌落海中，並漂流到藍蘭島上，及被埋在海濱沙灘裡。最近，她就醒來了。雖然她本人說是在運輸船航行的途中跌落海中，但在第72回「看清楚」時，她感覺到對這地下迷宮遺跡有某種保護程式；並且對這個迷宮非常懷念。另外，有不知名的旁白在說明有關「接待者」與「保護者」。由此可知，咲夜很可能是由高科技文明(非常可能外星人)所製造出來的「接待者」型機器人。
其控制系統，即使失去一個齒輪，也會暴走。同時，已喪失與行人會面前的記憶。不過，她暴走後，回復意識時就回復了部分記憶（只知道自己是當作行李，並被放到（Island）號上）。
由於她的身體是活動人偶，因此即使零件變得七零八落也不會死亡，更能把零件重新組合，回復原形。身體十分柔軟。手部、足部、頭部可向外伸展，因此人類使用的柔術對她並不通用。
不知為何內藏大量武裝。在「攻擊模式」（攻撃モード）時，兩腕、兩肩、兩腳都會裝上三連裝（根據角度，炮數會作出改變）的火箭炮，背部會展開單裝炮，額上的零件會向下移動。有時候，她會不自覺地開啟全武裝。在廣播劇CD中的故事中已用盡了子彈，因此其武裝已無法使用。其性能十分高，不論是任何年代、什麼口徑的子彈都能使用，不過就沒有辦法從島上獲取子彈。
脫去褲裙、卸下上衣時，其狀態稱為「打掃模式」（お掃除モード）。這時，她會使用較平靜的方法驅逐敵人。同時，其戰鬥力能令獵物競賽（狩り物競争）後，處於疲憊狀態的一眾女主角們（除了小鈴）陷入苦戰。
內藏自爆功能，能令她本人2m範圍以內的地方炸成灰燼。
作為溫泉旅館的助理，她十分擅長按摩。但是，她的技術實際上是十分爛，簡直就像關節技一樣（縱使如此，她仍能替人消除疲勞）。同時，她亦會對曾打擾她的麻知及綾音等人，做了早上起來後也不能動的反效果按摩。
冰柱
小滿的母親。由於是妖怪雪女，其外表看起來比女兒小滿還要年幼，而性格頗像小孩子一樣。
住在充滿冰雪的富士山上。由於她是雪女，所以能使出妖術，但卻被行人認為那些都是「魔術」。
可以儲存自己的妖力，在釋放後的一段時間可以維持人類的樣子，而變成人類的樣子之後似乎個性也顯得穩重些。
在行人說美咲的名字時，她表現出十分奇怪的反應，似乎兩人之間有著什麼關係，之後証實美咲其實是她的女兒。
阿部 寬奈
依附在玲玲家中的木匠工具內的幽靈。
約200年前，被人們稱為日本第一的女木匠（日本一と言われた女名工）。而玲玲的祖先亦是她的第一弟子。日本人。留有長髮。
由於患上流行病，因此20歲時就已死亡了。同時，在生時每天都需要進行嚴格的修行，沒有機會結交男朋友，因此就成為了亡靈，及附體於愛用的工具上。該工具由玲玲的祖先接收，並被封印於家中的倉庫內。雖然曾交代過「很危險，不可以拿出倉庫」（危険だから蔵から出すな），但她家中所有人都忘記了這回事。
很喜歡料理，但技術卻是十分要命。連主張「飯菜吃得下便可以了」（飯は食えればいい）的木匠一家，因吃了她造的飯菜而昏倒（其後，木匠一家都體會到料理的重要性，及去品嘗玲玲的料理）。
與境遇十分相似的玲玲的靈魂波長很合，因而附身於玲玲身上，以完成夢想。十分喜歡行人，並打算用玲玲的身體，與行人製造小孩，後來由於小尊的亂入，因而被大家阻止了。
出乎意料之外，她並沒有因麻知的法術而成佛。同時，玲玲的靈魂波長似乎亦和她合得來，並在玲玲家的倉庫內等待著機會。
傑克
外星人。
一位矮小的外星人。2600岁。有一個大大圓圓的頭、細細的手腳和大大的眼睛。身上穿的是一件銀色披風。原本是要去千影的家去找被千影視為椅子的UFO，卻最後被在夢遊的小玲當做紅豆大福拿來咬。被村民認為是住在南部遺跡附近的動物，叫做「山人」以及「夢幻猴子」。
在結尾被行人確認是外星人，以及發現外星人的總部在衛星軌道上的太空站，也知道麥田圈和摩艾石像是外星人的重要機密。但後來被傑克用電擊槍給擊昏了；行人所唯一記得的記憶是傑克升上空的樣子，而讓他與村裡的地藏像有某種聯想。
河童遠野並不相信有外星人的存在，而嘲笑行人的想法。
非常瞧不起人類的樣子，跟行人與千影交談時總是會稱呼其為原始生物，因而惹毛千影。
因為四肢退化的關係，所以並不擅長體能活動。
它不是很會說謊，從他不緊的口風透漏出他是擔任銀河警備隊在月亮分部的成員。
贝姆哥
外星生物。100岁。全身被羽毛覆盖，与村正外形相似。
不会说话。可以强制合体。当与地球人记忆中枢相连时，记忆会出现交叉，过于顺利一半意识会被侵蚀。曾与小铃合体，并试图与行人一起制造小孩。
佐菲队长
蓝兰岛出现过的外星人的队长，曾從把被千影抓住的傑克和贝姆哥給救出來。
外星人的UFO可以穿過包圍在藍蘭島的結界，外星人似乎就是透過UFO來藍蘭島做實地調查。
在海龍祭時，佐菲队长與傑克曾經假扮猴子來參加祭典。
第159話揭露在小虎當上領主之前，一直都在暗中保護南方森林，第160話揭露過去南方森林著火時，在看到小虎的活躍後就把自己的披風送給他，作為把南方森林託付給他的證明(即小虎戴在脖子上的領巾)，被小虎稱為真南方領主(不過小虎並不知道他的真實身份，只知道在他之前有應該被這樣稱呼的存在，因為在早期南方森林是沒有領主的，是後來模仿其他三座森林的領主制度才開始有領主)。

### 其它人物
陽光禪 空堅
約200年前法力僧。當時，他的實力能打入日本國內走遍全國前五強。不過，由於他很少去對付妖怪，因而沒有在歷史上留名。
相信人類和妖怪能夠成為朋友，並從破邪宗手中守護了不少妖怪。特別是遠野，幾十年來都是經常吵架的朋友，並教導遠野如何種植和栽培小黃瓜。
封印了遠野和天草父女200年，並讓將來與牠們波長吻合的人來為牠們解封，以從破邪宗手中逃離。同時，為了替遠野避難而緊急地把牠封印，因而沒有時間跟牠道別，因此空堅把他愛用的錫杖和一封信交托給天草，以希望將來能交到遠野手上。
是海龍神社巫女一族的朋友。曾受到天草父女的委托，把牠們封印在硯屏裡，並在200年後解除封印。
主張「無論是什麼樣的妖怪，一起談話聊天，也是可以成為朋友的」（どんな妖怪でも話し合ったりどつき合ったりして友になれる）。現在亦成為了海龍神社中的巫女們的家訓之一，並一直繼承下去。
他的靈魂似乎仍留於在世上，並在水車小屋與遠野見面（錫杖上的環會自動發出聲音，而且拉窗後亦有一個人影）。
破邪宗
約200年前，在日本全國各處行腳的法力僧團。當時他們為了賺錢，而去狩獵全國大部分妖怪，並不理會其是有害或是無害。
根據麻知所言，他們好像已被空堅消滅了。
綾乃
在完全導讀手冊收錄的番外編「有了♡」（できちゃって）中登場。
在行人的夢中出現，是綾音與行人所生的女兒。樣子與綾音一模一樣。
此外，除了小鈴以外的主要角色和行人的孩子（全部都是樣子與母親一模一樣的女孩子）都登場了。不過，其名字卻無法得知。
都幾川惠美奈、草加奈留美、騎西愛歌、名栗理沙
作者另一作「咖灰偵探社」的角色，在扉頁和部分場景客串出場(其中惠美奈的臉一直都沒被完整畫出來)。
藤代 健
作者。在每期單行本的封面側頁上，都會畫出其自畫像。
以下，就是他每期被玩弄時的景象。
第1冊 - 被小鈴投擲。
第2冊 -被綾音麻醉藥攻擊。
第3冊 -被麻知的稻草人偶詛咒。
第4冊 -受到千影的變身魔法影響，而變成豬隻。
第5冊 -被遠野轉踢。
第6冊 -被小熊坐著。
第7冊 -被玲玲埋在牆裡。
第8冊 -被小忍用劍攻擊。
第9冊 -被小滿用箭攻擊。
第10冊 -被行人用紙扇朝頭部攻擊。
第11冊 -被八代的合體式神用單手把他架起。
第12冊 -被小尊連續投擲手裡劍。
第13冊 -被宮內用毛筆畫上眼鏡、粗眉毛、和鬍子。
第14冊 -被鈴蘭（小鈴的媽媽，少女時代）跟雞排一起被踢飛。
第15冊 -被高虎用漁網從海上撈起來。
第16冊 -被紅夜叉在倒十字架上綁住。
第17冊 -被小咪一口咬住。
第18冊 -被年輕時期的阿婆（阿琴）給下毒，不過阿琴說是作者自己腳麻。
第19冊 -被正在打掃的咲夜給打飛。
第20冊 -被莉莉打包成煙火準備被射飛。
第21冊 -被冰柱的父親（一個雪怪）當籃球一樣旋轉。
第22冊 -被美咲凍成冰塊。

## 其他動物或妖怪

### 與領主有關的動物

#### 領主
番太郎（配音員：太田哲治）
東方的領主（東のぬし）。是巨大的熊貓。有妻子。牠並不是妖怪，因此不懂說人類的語言。最喜歡吃食肉植物，更喜歡加上味噌來吃。說話是都會在句尾加上，但中文版無法顯示。
性格十分凶暴，與其可愛的外表完全相反。對自己的怪力感到自豪，曾在「搶新郎躲貓貓大會」（婿殿争奪おにごっこ大会）時，以一拳就能把行人從東方的森林扔到西方的大樟樹。但是，牠只是空有力量，並無技術，因此牠是陸上四位領主中，實力最弱的一個。而且，曾和遠野因爭奪食肉植物而發生爭執，最後更敗於遠野手中。日文版中，被北方領主‧大牙稱為、及被南方領主‧小虎稱為，但中文版並沒有表達以上稱呼的意思。
有時候，牠會表現得十分膽怯。在非東方森林領域遇上強敵時，牠會毫不羞愧地在對手面前逃走。在下坡的時候，牠會使身體變成球形來增加速度。
雖然有妻子，但卻見異思遷。對梅梅一見鍾情，並打算帶她到東方森林，但卻被妻子阻止，並被教訓了一頓。對此，牠感到不服，因此現在牠常常拜訪梅梅家。其後，對與小鈴一起來到東方森林的小尊抱有愛慕心，及稱梅梅為「2號老婆」、小尊為「3號老婆」。
在單行本第11冊中的「如果領主們變成人類的話...」（もしもぬし達が人間になったら）中，他是一位看似十分粗魯的巨漢。
小虎（配音員：飯塚雅弓）
南方的領主（南のぬし）。是一隻貌似虎貓的貓又，更是生存了130年以上的妖貓。能說人類的語言。稱呼自己為「我」（日語是）。
在牠妖怪化，成為妖貓前，牠和現在的北方領主‧大牙已是童年的朋友，而且一起幫助年輕時的阿琴（阿婆）。現在其實力與大牙相比可說是勢均力敵。但是在過去，牠反而就是就像大哥一樣去照顧十分膽小的大牙。牠的實力主要集中於體術及速度。
過去曾目擊綾音被（沉睡於體內的「貓」覺醒時）變成瘋狂狀態的小鈴瞬殺，及欣賞小鈴的潛在能力而使她成為其弟子，教導她武術。因此小鈴都稱小虎為「師父」（おししょーさま）。有一段時間，牠曾成為了小忍修行時的對手（結果是小忍連戰連敗）。
其性格十分享受玩樂，有時候更會戲弄別人。十分疼愛小鈴，更視她為自己的孩子一樣，並曾勸她早日與行人結婚。
能變身成人類，但似乎是因為方法太過獵奇(將身體的內部從嘴巴往外翻)，所以變身次數不多。
有個名叫小咪的妻子，是個白毛但手腳卻留著紫毛的貓，與小虎一樣都是貓又。
在單行本第11冊中的「如果領主們變成人類的話...」（もしもぬし達が人間になったら）中，他是一位圍著紅色圍巾，梳著一條短辮子的金髮青年。
脖子上戴的領巾是100年前佐菲隊長送給他的，算是佐菲隊長認可他的證明，也是佐菲隊長將南方森林託付給他的象徵(不過當時佐菲隊長是偽裝成貓的模樣，所以小虎並不知道被他稱作真南方領主的是一個外星人)。
雞排（配音員：太田哲治（細野雅世））
西方的領主（西のぬし）。住在小鈴家旁的小屋的公雞。有妻子和兩個孩子。負責在清晨雞啼，通知村民日出的開始。牠並不是活了很長的時間，因此還沒有妖怪化。不懂說人類的語言。稱呼自己為「我」（日語是）。
雖然身體十分細小，但實力卻是藍蘭島最強。當牠還是小雞的時候，就已經打倒了東、南、北方的領主，因而得到「黃金的魔彈」（黄金の魔弾）的稱號。長大後，因為有紅色的雞冠和白色的身體，因而有「烈火的白刃」（烈火の白刃）的稱號。武術的流派為「飛雞流」（飛鶏流）。招式有「枯木」（木枯らし）、「旋風」（旋風）、「突風」（突風）等，而且大部分招式的名稱都與風有關。必殺技為「疾風怒濤」（疾風怒濤）。
對養育自己和教導武術的師傅——鈴蘭，都是以「大姐」（あねさん）來稱呼她。同時，亦視她的女兒小鈴為自己的姪女看待。並認為行人是最適合照顧小鈴的男人。
年輕的時候是不良少年，並與好友飛高高、皇組成「死利鳥團」（死利鳥団），到處作惡，但在成立1個禮拜就被鈴蘭的「強力勸說」給解散。
非常渴望能用自己的翅膀飛行，而小時候因為鈴蘭的粗心，沒發現雞排其實是一隻雞的事情，後來告知給雞排後讓他心靈創傷而自暴自棄，因而四處向強者挑戰，是他年輕時成為不良少年的主要原因，即使到了現在仍會對自己沒辦法飛的事情感到遺憾。
一直在行人前隱藏自己是西方領主一事，直至第二回搶新郎爭奪戰（第二回婿殿争奪杯）中才表露身分。在與行人的一戰，牠一直以壓倒性的速度來保持著優勢，但後來敗於行人換手攻擊的妙計。
在單行本第11冊中的「如果領主們變成人類的話...」（もしもぬし達が人間になったら）中，他是一位擁有黑髮，前鬚是紅色，並帶有強烈江戶風氣的青年。
大牙（配音員：佐佐木望）
北方的領主（北のぬし）。是有兩條尾巴妖虎（貓又的虎版）能說人類的語言。頭非常大，特微是眉間有一條大的傷痕。稱呼自己為「我」（日語是），與小虎差不多年齡。
性格十分嚴格，對各種禮儀亦十分嚴厲。在對戰時，亦不會留情，但是有關與行人的比試，大牙都稱只是和他作練習，可見牠亦有較笨拙的和善的一面。被雞排稱作是面惡心善的好人。
臉上的大傷痕是大牙在與年輕的雞排一戰時所受到的傷。
此外，其實牠亦是靜丸（千影的母親‧靜香）的著作「怪人紅夜叉系列」（怪人紅夜叉シリーズ）的隱藏支援者。
實力與小虎勢均力敵。對比小虎，牠的實力是集中於力量和技術方面。牠與其它妖怪化的動物一樣，弱點位於兩條尾巴之間的位置，不過，牠們通常在戰鬥的時候並不會向該處攻擊。
在牠妖怪化，成為妖虎前，牠好像是十分懦弱及愛哭。大牙自己回想當時的時候，亦感到十分害羞，及因而經常被童年的好友小虎戲弄。
曾偶爾敗於梅梅，因而讓出領主之位，並強行帶走梅梅。其後，受到行人的阻止，及敗於行人後就死心了。後來，牠在北方森林打倒了100位強者，重新奪回領主之位。
從漫畫第116話中與大牙、小虎與小咪的談話中提到，大牙有名叫做小紋的妻子，貌似是受到大牙不體貼的個性而負氣離家。
在單行本第11冊中的「如果領主們變成人類的話...」（もしもぬし達が人間になったら）中，他是一位沉默寡言，並帶有野性的青年。
生魚片（配音員：吉川友佳子）
海的領主（海のぬし）。於藍蘭島海上週遊的大虎鯨。同時亦是領主中唯一的女性。與小鈴的關係十分良好。曾對企圖離開島上的行人，告知大漩渦的危險。也許是不能寫字，因而無法與人類作直接的意義溝通。
在千影的「顛覆人類與動物」魔法騷動中，變成擁有美少女樣貌的人魚（白色的斑紋變成了戴在頭上的髮飾）。同時，在單行本第11冊中的「如果領主們變成人類的話...」（もしもぬし達が人間になったら）中，她亦是以這個樣貌登場。
海龍
大島的領主（藍蘭島の大ぬし）。島上的神社，就是祭祀著海龍，亦是島上的信仰物。一年內幾乎所有時間都在睡覺。好像有點起床氣，行人漂流到島上前後兩次曾因睡迷糊而外出走動過。
從海龍祭的印象樣子與八代的記憶，海龍應該是類似長頸龍之類的原始海洋生物。
於漫畫第225話中於夢世界以少女的姿態現身在執行替換御神木儀式的玲玲和綾音面前，並自稱為小海，在儀式完成後因不希望玲玲和綾音離開夢世界而一度不願讓作為御神木的神木顯現（因為海龍只有在御神木的替換儀式期間且未顯現神木時才能以此姿態現身，而御神木的替換儀式是數十年一次，換言之海龍每次與人接觸都是數十年一次且每次都十分短暫，在這之後就要忍受數十年的孤獨才能再次與人接觸），但在兩人向她承諾會再次來找她並稱她為朋友後，心感歡喜的她這才讓神木顯現並向兩人道別。

#### 番太郎的家人
番太郎的妻子
本名不明。牠的魅力點集中於戴在耳朵上的絲帶。一直都在照顧著見異思遷的的丈夫。番太郎在牠面前，經常抬不起頭。同時，人們暗地裡都稱呼牠為「裡之東方領主」（東の裏ぬし）。另外，已確認番太郎和牠有7頭孩子。

#### 小虎的家人
小咪
小虎的妻子，與小虎一樣都是貓又，有掛個鈴鐺。是島上有名的大胃王與美食家。
據綾音所稱小咪曾經將島上不少食材吃到物種滅絕，但本人強調只是近乎滅絕而已。
因為不懂得節制胃口的關係，使他無法在小虎面前出現已經長胖的真身，所以當小虎在場時他總是以人類的姿態登場，因此小虎對小咪真身的印象已是數年前的事情了。
能夠跟小虎合作使用能讓局部天氣放晴的妖術。

#### 雞排的家人
雞心（配音員：白石涼子）
雞排的妻子。是說京都方言的母雞。當收到別人送來的飯菜時，牠都會拿生下來的蛋來交換。同時，牠亦有即時大量生蛋的特技。當雞排不在家時，牠都會代替雞排告知村民日出的時候，但雞啼的聲音卻不夠雞排的大。
曾在千影的「顛覆人類與動物」魔法騷動中變成了人類。
雞腿&雞胸（配音員：堀江由衣、高橋美佳子）
雞排和雞心所生的女兒。是小雞。妹妹雞胸說話時並不太清晰，更會在句尾加上，但中文版無法顯示。
曾在千影的「顛覆人類與動物」魔法騷動中變成了人類。

#### 大牙的家人
小紋
在漫畫第116話中被提起，大牙的妻子，跟大牙一樣是個虎又，是一隻小老虎，幻化成為人之後看起來像是個12-13歲的小女孩。
於138話正式登場，為了去找不見的行人的美咲、綾音與小忍，因為迷路而來到了北方森林，並遇見了離家出走的小紋。
在故事時間點的前一年與大牙結婚，因為大牙提出結婚的要求就是小紋也成為妖怪，因此剛好在這時間點成為了虎又。
因為丈夫大牙不夠體貼的個性，雖然體諒丈夫領主的身份與職責關係一直忍下來，但最後使他負氣離家，大牙因此被小虎跟小咪給開玩笑。但因為領主妻子的身份關係也怕離開北方森林會引起大牙的不悅，所以並沒有離開北方森林過。
也因此在美咲等人抱怨此事，所以與有類似情況的美咲成為朋友，再與美咲一起數落大牙之後就常來小鈴家聊天。

#### 領主候選者
狗狗族長（配音員：川野剛稔）
南方森林的狗族族長。好像是博美犬。因此不懂說人類的語言。

#### 其它
130年前的南方領主
曾於小虎的回憶片段中出現的貓，只有一條尾巴。曾接受那破崙‧席格‧山田提出的方案，變更當時貓族與犬族之間的南方領主爭奪戰的方式。（另外，小虎亦在片段中，在當時的領主的身後，被標注為「130年前的領主」（130年前のぬし）方式登場。當時的牠仍是普通的貓，尾巴只有一條。）同時，那時的領主與現在的小虎一樣圍著圍巾（但由於印刷的效果，無法確認顏色是否相同）。
130年前的西方領主
是阿婆最初漂流至藍蘭島時的西方領主。是皇帝企鵝。
是以前雞排跟飛高高的同伴兼對手；現在是賣冰的皇先生的祖先。
曾在阿婆講述月見亭溫泉的靈力的由來時登場。
謎之巨大生物
到現在為止，只是以影子的方式登場。其外型與尼斯湖水怪十分相似。在地震令溫泉水停止供應時，牠曾在泉源附近出現。那時的地震，有可能跟牠步行時引發的震動有關。牠與海龍有何關係，現在仍是不明。
尖牙
上一代的東方領主，是個鱷魚。
擁有最強的破壞力以及堅硬皮膚產生的防禦力，強而有力的尾巴是他的武器。
與兇惡外表不同，他的個性相當和善，是大牙的酒友。
由於年事已高而在5年前退隱，亦在海龍祭中有出現過。
月光
上一代的西方領主，是個受過忍術訓練的忍鳥，擅長分身術。
平常躲在山中，很少出現在人群面前，但只要村民有難就會像英雄一般瀟灑地登場。
雞排的飛雞流招式就是為了對抗月光的忍術才發展出來的，因而受到月光的肯定所以被任命為西方領主。
由於高齡而閃到腰的關係，是月光退隱的理由，而他也有在海龍祭中登場過。

### 式神
由巫女一族召喚。祂們亦有部分好像動物一樣可愛。要召喚式神，必需先說得或戰勝祂們以建立契約。不過，如果解除了契約一次，就不能與相同的式神再次建立契約。另外，如果契約者無法供應足夠的靈力給予式神時，該契約者的所有式神將於10天左右受到契約的反作用而令靈力急劇減少，並在之後從這個世界上消失。
- 麻知的
  - 一式/二式/三式
由麻知召喚。是吸血蝙蝠。外觀相似，但各有個性。麻知經常以祂們作偵察、聯絡的任務，有時候更會運用祂們來搜索迷路的孩子。
一式的特技是陶藝，性格是愛撒嬌。
二式的特技是品酒，性格是悠閒散漫。
三式的特技是短跑，性格是冷酷有形。
  - 晴天肌肉男（配音員：山口隆行）
由麻知召喚。頭部就像晴天娃娃，身體就像充滿肌肉的男性。沒有腳。以飛行方式移動。當麻知想找祂代步時，祂都會把麻知放在肩膀上。同時，祂亦會根據麻知的命令把其它人或其它物件一同搬運。而行人則視祂為「假面猩猩」（更無視牠會飛行一事）。
正如祂的名字一樣，身懷怪力。但是，在第二回搶新郎爭奪戰（第二回婿殿争奪杯）中，牠與玲玲肉搏，但卻完全反被玲玲壓倒。
牠的特技是插花，性格十分自戀。
  - 酷的斯拉（配音員：太田哲治）
由麻知召喚。有恐龍的臉，沒有下半身。其名字的設計是來自暴龍（ティラノサウルス）。除了以咬作攻擊外，還可以透過分身，從遠距離與麻知溝通。而行人則視祂為「白鱷魚」。
特技是寫詩。性格十分浪漫。說話時使用著女性的口調。在麻知的式神中，祂是最早登場的，但當時的祂還未有名字。
  - 村正
由麻知召喚。牠是由麻知以前得到的妖掃「村正」內的怨靈製作而成，並由契約的效果使其實體化。身體十分細小，行動十分敏捷。由於不能作長途的飛行，因此由龍神島回到村子時，都是坐在酷的斯拉的背上。
能發出會詛咒別人的不幸彈，使被擊中對手「一整天遭遇不幸」。曾被擊中的遠野和小熊因此而遭遇不幸，但只有同樣被擊中的綾音卻因為對詛咒有抗性而免受詛咒的影響。
曾在小鈴的身體內爬轉，更緊緊貼在梅梅的屁股上，可以看出祂的性格頗十分色情的。
擁有與其它式神強制合體的特殊能力（不論敵我雙方）。
  - 晴天蝙蝠一、二、三式村正
是麻知所持有的式神經村正的強制合體後的形態，簡稱「合體村正」。
結合後力量、速度都達到最高的等級，但可愛度沒有增加。
能從麻知身上取得力量，使出超必殺技「連續一個月強力詛咒砲」（一か月は続くベタな超呪い砲），威力巨大，但需要蓄積一段時間，故對付綾音時，對方成功反擊。
由於這是由六個式神同時合體而成，因此麻知施術後的精神負擔很重。同時，當合體過後，式神們都會因過度疲憊而無法被召喚。其後，式神們都變得討厭合體。
雖然是強力的式神，但卻為麻知帶來「感覺的共有」的代價，並成為了麻知致命的弱點。當與綾音的轉轉大白強制合體後，由於村正的意識變弱，使其失去了主導權。受到小鈴的攻擊及被投至大樟樹後，祂們就回復了本來的形態。同時，麻知亦因受到了大傷害而倒下了，但由於受到「感覺的共有」的效果，使麻知卻感到舒服。
  - 天龍鬼村正
與前者的「晴天蝙蝠一、二、三式村正」不同，是人型的合體式神。
名字是由「晴天坊」（晴天肌肉男）、「古代龍」（酷的斯拉）、「無邪鬼」（一式・二式・三式）、「村正」（村正）組成。
初登場是在漫畫中第61話。
跟強制合體而成的「晴天蝙蝠一、二、三式村正」不同，由於式神們是自願合體因此姿態產生了變化，可說是前者的真正形態。
弱點暫時不明。
- 綾音的
  - 轉轉大白
喜歡被綾音踩，但不感到痛，反而感到舒服。而綾音亦視牠為跑腿，並在事後給予"獎賞"。比較特別的，是轉轉大白主動與綾音簽約，成為綾音的式神。口頭禪是「踩我！踩我！」
它的特殊技能是能做出以蘿蔔為主的菜，像是蘿蔔蕎麥麵和蘿蔔定食。另外的技能有變成「絕對防護牆」的盾。
  - 波破子龍
紅龍外型的辣椒精靈，由於本身具有強烈的辣椒成分，一般人只要靠近就會渾身刺痛，最初被封印在巫女一族倉庫裡的寶玉中，在解封後不斷尋找強者對戰，起初被誤以為是好戰分子，但實際上是為了找尋能讓自己服侍並能承受自身辣度的人才會有此舉動，因為在他的觀念裡強者＝能吃辣，最後因為綾音對辣的愛好而被其馴服，在和綾音簽訂式神契約後體型變得很小（因為綾音的能力還不成熟）。
特殊技能是能從嘴巴噴出辣椒粉，在島上四處找人挑戰時最後都會用此技能測試對方對辣的承受能力。
- 千鶴的
  - 源式螃蟹
特技為猜拳。個性與成年男士一樣喜歡飲酒、浸浴。雖然認同千鶴"式神是神聖之物"的見解，但卻願意被千鶴用作熬湯的材料，並在煲內洗澡。
- 十二神
十二位式神，成員都是源自十二生肖中的動物，而且每位式神亦分表代表著不同的時辰。契約主為麻知、綾音的曾祖母。成員如下：
「子」:子一（チューいち）、
:二郎（もーじろー）、
「寅」:寅藏（とらぞー）
「卯」:卯四郎（みみしろー）
「辰」:辰五郎（たつごろー）
「巳」:巳六郎（にょろろく）
「午」:午七（うましち）
「未」:未八（もこはち）
「申」:申九郎（うきくろー）
「酉」:酉十兵衛（ピヨじゅーべー）
「戌」:戌十一（ワンといち）
「亥」:亥十二郎（キバじうじろー）
- 其它
  - 豬豬超人
曾與綾音簽約。地位比麻知持有的式神的地位高，因此綾音希望藉豬豬超人姐姐麻知的惡作劇。但其實牠是假裝跟人簽約，然後攻擊施術者的危險式神。估計已和綾音解約。
  - 剛腕入道
似乎是擅長柔道的強力式神。
  - 山烏
一座山一樣大的烏鴉。
  - 酒鬼地藏
會飲酒的地藏。
  - 雪鈿女
雪女的一種，是醜女。看不起綾音。
  - 人面蚯蚓
噁心的式神。

### 其他動物
五天狼
狗族裡的精英五狗。自稱為狼是由於牠們是繼承了狼的血統的勇者，但外表與可愛的小狗無異。
三太夫
蝮蛇。小鈴為醫治行人的貧血，從牠身上取血作特效藥。但由於藥效過強，以致行人的血液量呈負的狀態。
槌子蛇
虛構的生物。在藍蘭島上，為北方森林的居民。
千頂鶴
鶴。小鈴就是背在千頂鶴背上前往雪山。
表特佛‧大丁花
小說版中登場。東方森林裡的食肉植物界的霸主。與其它食肉植物相比，牠們的外表相同，但牠的體型卻大上數十倍。
已被遠野的必殺技「河童波」（河童波）殲滅了。
皇
職業為製作刨冰的企鵝。工作時，會拉著牠的攤檔在島上周圍走動。
牠製作刨冰是十分美味的。於漫畫第十三冊中亦提及與飛高高和雞排爭奪過西方領主之位，擅長摔角？幼年時曾經是死利鳥團的成員之一。
花藏
象，西洋馆以前的佣人。外貌与花子相似，长有两撇胡子，身穿西餐店服务生制服。在漫畫第133話說明，他是花子的父亲。
嗶嗶丸
鷹，是飛高高的外甥，當嗶嗶丸的父母去泡溫泉時會請飛高高代為照顧，而飛高高因不擅於帶小孩就會將嗶嗶丸托給雪乃與他的動物朋友來照顧。
是個活潑好動且好奇心重的幼鳥，看到好奇的東西都會咬一口，在照顧的同時也而讓雪乃與他的動物朋友吃盡不少苦頭。
壽喜燒
牛，是牛排的哥哥，身上滿是傷疤且非常強壯，是居住在北方森林中且僅次於首領大牙的強者，因為有一隻角斷掉的關係所以有外號叫做「單角的壽喜燒」（隻角のすきやき）。
其實壽喜燒並不是如傳聞所說的好戰的動物，因為強壯的關係所以總是有眾多挑戰者，而且也沒法子拒絕，結果來挑戰的動物都紛紛落敗並要求當壽喜燒的小弟，演變成了上面敘述的這樣的八卦。
因為擔心牛排受到牽連因此請小忍幫忙照護牛排，在牛排的慶生派對上的料理都是壽喜燒做的，也代表他很擅長廚藝。

### 其他妖怪
鬼鬼（配音員：高橋美佳子）
全身白色的幽靈。夜行性，日間會消失。傳說是100年前作惡多端的惡靈，並封印於地藏內，現在被小鈴巧合地解封。靈力十分強，連作為巫女的綾音也不敵。而且，亦把害怕鬼怪的小鈴嚇得縮進被窩內。與不相信有惡靈存在的行人成為朋友，並被認定為"小白熊"。現在經常在晚上探訪小鈴家及在空中漂浮。
小空
青鳥，棲息於南方森林。不會刻意出現於人出現。被譽為"夢幻之鳥"，但其真身是一隻較胖、不太會飛、害怕與人接觸的小黃鳥（TV版為湛青色的）。
當在要幫助人的時候才能化為夢幻的青鳥。
因為害怕與人接觸的關係而躲避人群，在受到梅梅的邀請下與梅梅成為朋友，跟梅梅的感情很好，曾躲進梅梅的袋子來參加海龍祭。
幻十丸（配音員：伊藤静）
化狸，會使用變成人的幻術，比鬼鬼還要更惡作劇。肚臍很凸。
為向封印自己的巫女後代報復而不斷向麻知進行惡作劇，不過在第161話的回憶中，封印他的似乎是空堅大師。
作品中被定義成麻知的天敵，雖然在惡作劇上更勝麻知一籌，但在狡猾程度卻敗於綾音，形成了微妙的三角剋星關係。
因為肚臍很凸的秘密被綾音知道的關係，貌似因為這原因所以不會主動去找同樣是巫女後代的綾音惡作劇。
見越入道
棲息在南方森林的妖怪，是一種會隨視角變化大小的妖怪，頭抬越高，見越入道就會越變越大的妖怪，在小滿的環島一圈試膽活動中登場並攻擊小滿和綾音，不過被小滿給擊敗。
天草&小菜
偷油靈及其女兒。在200年前為逃避「破邪宗」的追補，而拜託空堅大師把他們二人封在200年內都無法解開的強力魔咒中。
200年後的現在，被麻知解封。雖惡作劇，但對人畜無害。奇特的是女兒小菜的樣子與綾音一模一樣。二人已前往南方森林過新生活。
九尾妖狐
存在於藍蘭島的古老故事。300年，九尾妖狐非常喜歡到月見亭浸溫泉，在住在島上的八月間，每天都會入浴，從而令溫泉充滿靈力，使人變得更美。
英彥
鴉天狗，平時在深山修行，偶爾會到村莊裡幫村民占卜的占卜師，其準確率非常神準。
鵺
鵺，是個猴子頭身、老虎四肢、尾巴是蛇的妖怪，居住在東方森林，想要奪取東方領主之位而常跟番太郎對決，但總是落敗。
曾在小滿的環島一圈試膽活動中拿取小雪部份的妖力球並挑戰番太郎，但還是被擊敗了。
飯綱
管狐，居住在北方森林的妖怪。
能夠附身在其他生物上，不過頂多只能附身再跟他差不多大小的生物。
經由小雪的妖力球強化之後能夠附身在比他還大的生物上，意圖要附身在領主上，但被小滿跟綾音給阻止了。
光源氏
狒狒，因為麻知忘記關倉庫的門讓封印持續接收到妖氣後被釋放的妖怪。
在平安時代被封印著，因為是個大酒鬼也是個會強搶民女的大色狼而被封印起來。
一眼看到麻知就對她一見鍾情，不過其實原因出在光源氏的審美價值停留在平安時期（當時認為中分頭，下巴豐滿且嘴巴小的多福臉是美女的象徵）的關係，麻知似乎是島上的人中最接近這樣的造型而被光源氏喜歡上，但隨即被憤怒的麻知以天龍鬼村正給打飛。
現在在島上與各式各樣被綾音稱作與麻知一樣等級的美女交往
亞里亞
於第184話登場，是島上的流浪料理人，十八歲，是一名犬的半妖，長相跟「咖灰偵探社」的名栗理沙很像，能藉由舔他人的舌頭來了解別人吃過的食物的味道，也能藉由嗅覺來探查食材的位置，是島上最厲害的料理人，花子和玲玲的料理技術都是師從於她，在島上有好幾個據點，有時會因妖力暴走導致失去理性而讓行為舉止變得跟狗一樣，不過在經過修行後已經能夠控制了。
川大左衛門（配音員：宗矢樹賴）
廣播劇CD中登場。巨大的大山椒魚，並以來稱呼自己。經常性在句尾加上的口頭禪。其名字及句尾都是出自。
父親和母親都在牠出生半個月前就死亡了，因此牠經常的悲鳴起來。
曾嚥下了遠野。不過，卻隨即受到梅梅的飛踢，並把遠野吐出。
金魚姬
小說版中登場。海龍王的仙女使者。
高個子，有豐滿的身材。衣服十分薄，有袖子，身後更有羽衣，看起來就像藝妓一樣。十分沒有禮貌，令人質疑祂是仙女的身份。同時，對任何事情亦感到十分麻煩。
在麻知與綾音的夢中出現，並作出諭示。
牛魔王
小說版中登場。100年前，牠被當時的海龍神社的巫女們，封印於神社西方，山腰的石碑下。在變成邪惡的女幹部的千影與玲玲戰鬥時，她們破壞了石碑，使牛魔王出現。
擁有比番太郎大接近兩倍的巨大身軀。外表是十分肥胖，並化著濃妝的荷蘭種乳牛。所說的言詞亦十分古怪。不過，牠其實是雄性的。
是非常強力的妖怪，但卻被麻知輕鬆用稻草人偶的咒術就把牠消滅了。身體十分堅固，其堅固的程度比綾音還要高。